# Liste der erfolgreichsten deutschsprachigen Alben in der österreichischen Hitparade
In der Liste der erfolgreichsten deutschsprachigen Alben in der österreichischen Hitparade werden die deutschsprachigen Alben aufgelistet, die in der jeweiligen Woche den höchsten Platz aller deutschsprachigen Titel in den österreichischen Charts erreicht haben.

## Listen
In der Liste der erfolgreichsten deutschsprachigen Alben in der österreichischen Hitparade werden die deutschsprachigen Alben aufgelistet, die in der jeweiligen Woche den höchsten Platz aller deutschsprachigen Titel in der österreichischen Hitparade erreicht haben.
| 1970                                                                     | 1971 |
| ------------------------------------------------------------------------ | --- |
| - Udo Jürgens – Udo ’71 - 4 Wochen (15. Dezember 1970 – 14. Jänner 1971) | - Udo Jürgens – Udo ’71 - 4 Wochen (15. Dezember 1970 – 14. Jänner 1971) - Peter Alexander – Mein Geschenk für dich - 8 Wochen (15. Jänner – 14. März) - Vom 15. März bis zum 14. Juni (17 Wochen) liegt kein Nachweis vor. - Ab dem 15. Juni 1971 wurde für eine längere Zeit keine Hitparade veröffentlicht. |

| 1972                                                | 1973 |
| --------------------------------------------------- | --- |
| - Im Jahr 1972 wurde keine Hitparade veröffentlicht | - Kurt Sowinetz – Alle Menschen san ma zwider - 8 Wochen (15. Jänner – 14. März) - Klaus & Ferdl – Ein Abend auf der Heidi - 17 Wochen (15. März – 14. Juli, insgesamt 30 Wochen) - Vom 15. Juli bis zum 14. August (4 Wochen) liegt kein Nachweis vor. - Klaus & Ferdl – Ein Abend auf der Heidi - 13 Wochen (15. August – 14. November, insgesamt 30 Wochen) - Bernd Clüver – Der Junge mit der Mundharmonika - 4 Wochen (15. November – 14. Dezember, insgesamt 8 Wochen) - Vom 13. Dezember bis zum 14. Jänner (4 Wochen) liegt kein Nachweis vor. |

| 1974 | 1975 |
| --- | --- |
| - Vom 13. Dezember bis zum 14. Jänner (4 Wochen) liegt kein Nachweis vor. - Bernd Clüver – Der Junge mit der Mundharmonika - 4 Wochen (15. Jänner – 14. Februar, insgesamt 8 Wochen) - Wolfgang Ambros – Eigenheiten - 4 Wochen (15. Februar – 14. März) - Arik Brauer – Alles was Flügel hat fliegt - 4 Wochen (15. März – 14. April) - Klaus & Ferdl – Heidi Heidi tua’s no amal - 13 Wochen (15. April – 14. Juli, insgesamt 21 Wochen) - Bernd Clüver – Das Tor zum Garten der Träume - 4 Wochen (15. Juli – 14. August) - Klaus & Ferdl – Heidi Heidi tua’s no amal - 13 Wochen (15. August – 14. Oktober, insgesamt 21 Wochen) - Lena Zavaroni – Ma! He’s Making Eyes At Me - 4 Wochen (13. Oktober – 14. November) - Vom 15. November bis zum 14. Februar (13 Wochen) liegt kein Nachweis vor. | - Vom 15. November bis zum 14. Februar (13 Wochen) liegt kein Nachweis vor. - Fenneberg & Moser – Waxln – kraxln – schnaxln - 4 Wochen (15. Februar – 14. März, insgesamt 8 Wochen) - Vom 15. März bis zum 14. April (4 Wochen) liegt kein Nachweis vor. - Fenneberg & Moser – Waxln – kraxln – schnaxln - 4 Wochen (15. April – 14. Mai, insgesamt 8 Wochen) - Otto – Oh, Otto - 9 Wochen (15. Mai – 14. Juli) - Wolfgang Ambros – Es lebe der Zentralfriedhof - 17 Wochen (15. Juli – 14. November) - Mike Krüger – Mein Gott, Walther - 13 Wochen (15. November – 14. Februar) |

| 1976 | 1977 |
| --- | --- |
| - Mike Krüger – Mein Gott, Walther - 13 Wochen (15. November – 14. Februar) - Erika Pluhar – Die Liebeslieder der Erika Pluhar - 8 Wochen (15. Februar – 14. April) - Kraftwerk – Radio-Aktivität - 9 Wochen (15. April – 14. Juni) - Otto – Das 4. Programm - 9 Wochen (15. Juni – 14. August) - Peter Alexander – Schlager-Rendezvous mit Peter Alexander - 21 Wochen (15. August 1976 – 14. Jänner 1977) | - Peter Alexander – Schlager-Rendezvous mit Peter Alexander - 21 Wochen (15. August – 14. Jänner) - André Heller – Abendland - 4 Wochen (15. Jänner – 14. Februar) - Julio Iglesias – Schenk mir deine Liebe - 4 Wochen (15. Februar – 14. März) - Klaus & Ferdl – Heidi, wart’, wir jodeln zerscht - 17 Wochen (15. März – 14. Juli) - Otto – Das Wort zum Montag - 17 Wochen (15. Juli – 14. November) - (Verschiedene Interpreten) – Hit-Kiste - 8 Wochen (15. November 1977 – 14. Jänner 1978) |

| 1978 | 1979 |
| --- | --- |
| - (Verschiedene Interpreten) – Hit-Kiste - 8 Wochen (15. November 1977 – 14. Jänner 1978) - (Verschiedene Interpreten) – Resl, lass mi eini! - 9 Wochen (15. Jänner – 14. März) - (Verschiedene Interpreten) – Heimat, deine Lieder - 4 Wochen (15. März – 14. April) - (Verschiedene Interpreten) – 20 Stars & Volkslieder Hits - 4 Wochen (15. April – 14. Mai) - (Verschiedene Interpreten) – Deutsche Schlagerdiamanten - 4 Wochen (15. Mai – 14. Juni) - Udo Jürgens – und die – Fußball-Nationalmannschaft – Buenos dias Argentina - 4 Wochen (15. Juni – 14. Juli) - Otto – Ottocolor - 4 Wochen (15. Juli – 14. August) - Vader Abraham – Vader Abraham im Land der Schlümpfe - 17 Wochen (15. August – 14. Dezember) - Freddy Quinn – Nimm mich mit, Freddy - 5 Wochen (15. Dezember 1978 – 14. Februar 1979) | - Freddy Quinn – Nimm mich mit, Freddy - 9 Wochen (15. Dezember 1978 – 14. Februar 1979) - (Verschiedene Interpreten) – Hithaus – Goldene Erinnerungen - 4 Wochen (15. Februar – 14. März) - Heintje – Erinnerungen - 4 Wochen (15. März – 14. April) - Lale Andersen – Hafen Träume - 4 Wochen (15. April – 14. Mai) - Peter Alexander – Das goldene Schlageralbum - 4 Wochen (15. Mai – 14. Juni) - Ludwig Hirsch – Dunkelgraue Lieder - 18 Wochen (15. Juni – 14. Oktober) - Ronny – Stimme der Prärie - 8 Wochen (15. Oktober – 14. Dezember) - Ludwig Hirsch – Komm großer schwarzer Vogel - 19 Wochen (15. Dezember 1979 – 31. April 1980) |

| 1980 | 1981 |
| --- | --- |
| - Ludwig Hirsch – Komm großer schwarzer Vogel - 19 Wochen (15. Dezember 1979 – 31. April 1980) - Mike Krüger – Der Nippel - 15 Wochen (1. Mai – 31. August) - White Stars – Träume sind nicht verboten - 4 Wochen (1. September – 30. September) - Wolfgang Ambros – Weiß wie Schnee - 4 Wochen (1. Oktober – 31. Oktober) - Demis Roussos – Insel der Zärtlichkeit - 5 Wochen (1. November – 30. November) - Ludwig Hirsch – Zartbitter - 10 Wochen (1. Dezember 1980 – 14. Februar 1981) | - Ludwig Hirsch – Zartbitter - 10 Wochen (1. Dezember 1980 – 14. Februar 1981) - Die Schlümpfe – Hitparade der Schlümpfe - 2 Wochen (15. Februar – 28. Februar, insgesamt 11 Wochen) - Karel Gott – Guten Abend, gute Laune - 9 Wochen (1. März – 14. März) - Die Schlümpfe – Hitparade der Schlümpfe - 9 Wochen (15. März – 14. Mai, insgesamt 11 Wochen) - Howard Carpendale – Meine schönsten Lieder - 5 Wochen (15. Mai – 14. Juni, insgesamt 7 Wochen) - Ambros / Tauchen / Prokopetz – Augustin - 2 Wochen (15. Juni – 30. Juni) - Howard Carpendale – Meine schönsten Lieder - 2 Wochen (1. Juli – 14. Juli, insgesamt 7 Wochen) - White Stars – Unsere Lieder - 2 Wochen (15. Juli – 31. Juli) - Wilfried – Ganz normal - 2 Wochen (1. August – 14. August, insgesamt 4 Wochen) - Regenbogen – Zwischen Sonne und Regen - 4 Wochen (15. August – 14. September) - Die fidelen Mölltaler – Autofahrer unterwegs - 2 Wochen (15. September – 30. September) - Wilfried – Ganz normal - 2 Wochen (1. Oktober – 14. Oktober, insgesamt 4 Wochen) - Wolfgang Ambros – Selbstbewusst - 4 Wochen (15. Oktober – 14. November) - Otto – Otto versaut Hamburg - 3 Wochen (15. November – 30. November) - Rainhard Fendrich – Und alles is ganz anders word’n - 2 Wochen (1. Dezember – 14. Dezember, insgesamt 4 Wochen) - Nana Mouskouri – Alles Liebe... - 2 Wochen (15. Dezember – 31. Dezember) |

| 1982 | 1983 |
| --- | --- |
| - Die Schlümpfe – Hitparade der Schlümpfe 2 - 2 Wochen (1. Jänner – 14. Jänner) - Kurt Elsasser – Bunte Welt - 2 Wochen (15. Jänner – 31. Jänner) - Rainhard Fendrich – Und alles is ganz anders word’n - 2 Wochen (15. März – 31. März, insgesamt 4 Wochen) - Spider Murphy Gang – Dolce Vita - 9 Wochen (1. April – 31. Mai, insgesamt 11 Wochen) - Spliff – 85555 - 2 Wochen (1. Juni – 14. Juni) - Spider Murphy Gang – Dolce Vita - 2 Wochen (15. Juni – 30. Juni, insgesamt 11 Wochen) - Falco – Einzelhaft - 2 Wochen (1. Juli – 14. Juli, insgesamt 6 Wochen) - Nicole – Ein bißchen Frieden - 6 Wochen (15. Juli – 31. August, 15. September – 31. Oktober, insgesamt 12 Wochen) - Falco – Einzelhaft - 2 Wochen (1. September – 14. September, insgesamt 6 Wochen) - Nicole – Ein bißchen Frieden - 6 Wochen (15. September – 31. Oktober, insgesamt 12 Wochen) - Rainhard Fendrich – Zwischen eins und vier - 6 Wochen (1. November – 14. Dezember) - Andy Borg – Adios amor - 11 Wochen (15. Dezember 1982 – 28. Februar 1983) | - Andy Borg – Adios amor - 11 Wochen (15. Dezember 1982 – 28. Februar 1983) - Nena – Nena - 8 Wochen (1. März – 30. April, 15. Juni – 30. Juni insgesamt 10 Wochen) - Wolfgang Ambros – Der letzte Tanz - 7 Wochen (1. Mai – 14. Juni) - Nena – Nena - 2 Wochen (15. Juni – 30. Juni, insgesamt 10 Wochen) - Tauchen – Prokopetz (DÖF) – DÖF - 17 Wochen (1. Juli – 31. Oktober) - Rainhard Fendrich' + Wolfgang Ambros – Open Air - 4 Wochen (1. November – 14. November) - Die Bambis – Ihre größten Erfolge - 4 Wochen (15. November – 14. Dezember) - Otto – Hilfe, Otto kommt! - 9 Wochen (15. Dezember 1983 – 14. Februar 1984) |

| 1984 | 1985 |
| --- | --- |
| - Otto – Hilfe, Otto kommt! - 9 Wochen (15. Dezember 1983 – 14. Februar 1984) - Musical – Cats (Deutsche Originalaufnahme) - 4 Wochen (15. Februar – 14. März) - Nena – ? (Fragezeichen) - 7 Wochen (15. März – 30. April) - Andy Borg – Zärtliche Lieder - 4 Wochen (1. Mai – 31. Mai) - Falco – Junge Roemer - 4 Wochen (1. Juni – 30. Juni) - S.T.S. – Überdosis G’fühl - 11 Wochen (1. Juli – 14. September) - Wolfgang Ambros – Der Sinn des Lebens - 12 Wochen (15. September – 14. Dezember, insgesamt 20 Wochen) - Andy Borg – Gabentisch der Lieder - 2 Wochen (15. Dezember – 31. Dezember) | - Wolfgang Ambros – Der Sinn des Lebens - 8 Wochen (1. Jänner – 28. Februar, insgesamt 20 Wochen) - Rainhard Fendrich – Wien bei Nacht - 22 Wochen (1. März – 14. August, insgesamt 24 Wochen) - Herbert Grönemeyer – 4630 Bochum - 2 Wochen (15. August – 31. August) - Rainhard Fendrich – Wien bei Nacht - 2 Wochen (1. September – 14. September, insgesamt 24 Wochen) - S.T.S. – Grenzenlos - 6 Wochen (15. September – 31. Oktober, insgesamt 10 Wochen) - Falco – Falco 3 - 8 Wochen (1. November – 31. Dezember, insgesamt 10 Wochen) |

| 1986 | 1987 |
| --- | --- |
| - S.T.S. – Grenzenlos - 4 Wochen (1. Jänner – 31. Jänner, insgesamt 8 Wochen) - Falco – Falco 3 - 2 Wochen (1. Februar – 15. Februar, insgesamt 10 Wochen) - Wolfgang Ambros – No. 13 - 2 Wochen (16. Februar – 14. März) - Erste Allgemeine Verunsicherung – Geld oder Leben! - 10 Wochen (15. März – 31. Mai, insgesamt 34 Wochen) - Herbert Grönemeyer – Sprünge - 4 Wochen (1. Juni – 30. Juni) - Stefanie Werger – Intim - 2 Wochen (1. Juli – 14. Juli) - Erste Allgemeine Verunsicherung – Geld oder Leben! - 12 Wochen (15. Juli – 14. Oktober, insgesamt 34 Wochen) - Rainhard Fendrich – Kein schöner Land - 4 Wochen (15. Oktober – 14. November, insgesamt 10 Wochen) - Falco – Emotional - 6 Wochen (15. November – 31. Dezember) | - Erste Allgemeine Verunsicherung – Geld oder Leben! - 10 Wochen (1. Jänner – 14. März, insgesamt 34 Wochen) - Rainhard Fendrich – Kein schöner Land - 2 Wochen (15. März – 31. März, insgesamt 8 Wochen) - Stephan Remmler – Stephan Remmler - 2 Wochen (1. April – 15. April) - Rainhard Fendrich – Kein schöner Land - 2 Wochen (15. April – 31. April, insgesamt 10 Wochen) - Erste Allgemeine Verunsicherung – Geld oder Leben! - 2 Wochen (1. Mai – 14. Mai, insgesamt 34 Wochen) - Rainhard Fendrich – Kein schöner Land - 2 Wochen (15. Mai – 31. Mai, insgesamt 10 Wochen) - Drafi Deutscher – Gemischte Gefühle - 2 Wochen (1. Juni – 14. Juni) - Mixed Emotions – Deep From The Heart - 2 Wochen (15. Juni – 30. Juni) - Atlantis – Träume sind wie Blätter im Wind - 4 Wochen (1. Juli – 31. Juli) - Rainhard Fendrich – Kein schöner Land - 2 Wochen (1. August – 14. August, insgesamt 10 Wochen) - Rainhard Fendrich – Rainhard Fendrich’s Hitparade - 2 Wochen (15. August – 31. August) - Nicki – Kleine Wunder - 2 Wochen (1. September – 14. September) - S.T.S. – Augenblicke - 6 Wochen (15. September – 31. Oktober, insgesamt 8 Wochen) - Wolfgang Ambros – Gewitter - 2 Wochen (1. November – 14. November) - S.T.S. – Augenblicke - 2 Wochen (15. November – 31. November, insgesamt 8 Wochen) - Erste Allgemeine Verunsicherung – Liebe, Tod & Teufel - 14 Wochen (1. Dezember 1987 – 31. März 1988, insgesamt 16 Wochen) |

| 1988 | 1989 |
| --- | --- |
| - Erste Allgemeine Verunsicherung – Liebe, Tod & Teufel - 14 Wochen (1. Dezember 1987 – 31. März 1988, insgesamt 16 Wochen) - Rainhard Fendrich – Voller Mond - 2 Wochen (1. April – 14. April) - Erste Allgemeine Verunsicherung – Liebe, Tod & Teufel - 2 Wochen (15. April – 31. April, insgesamt 16 Wochen) - Herbert Grönemeyer – Ö - 16 Wochen (1. Mai – 31. August, insgesamt 24 Wochen) - (Verschiedene Interpreten) – Grand Prix der Volksmusik ’88 - 2 Wochen (1. September – 14. September) - Herbert Grönemeyer – Ö - 2 Wochen (15. September – 30. September, insgesamt 24 Wochen) - Falco – Wiener Blut - 4 Wochen (1. Oktober – 31. Oktober) - (Verschiedene Interpreten) – Starke Töne aus Österreich - 2 Wochen (1. November – 14. November) - Erste Allgemeine Verunsicherung – Kann denn Schwachsinn Sünde sein …? - 4 Wochen (15. November – 14. Dezember) - Original Naabtal Duo – Original Naabtal Duo - 6 Wochen (15. Dezember – 31. Jänner, insgesamt 10 Wochen) | - Original Naabtal Duo – Original Naabtal Duo - 6 Wochen (15. Dezember 1988 – 31. Jänner 1989, insgesamt 10 Wochen) - Die Ärzte – Nach uns die Sintflut - 2 Wochen (1. Februar – 14. Februar) - Original Naabtal Duo – Original Naabtal Duo - 6 Wochen (15. Februar – 31. März, insgesamt 10 Wochen) - Die Ärzte – Die Ärzte früher! (1982-'83) - 2 Wochen (1. April – 14. April) - Herbert Grönemeyer – Ö - 4 Wochen (15. April – 14. Mai, insgesamt 24 Wochen) - Rainhard Fendrich – Das Konzert - 4 Wochen (15. Mai – 14. Juni) - Wolfgang Ambros – Mann und Frau - 2 Wochen (15. Juni – 30. Juni) - Kastelruther Spatzen – Doch die Sehnsucht bleibt - 4 Wochen (1. Juli – 31. Juli) - (Verschiedene Interpreten) – Grand Prix der Volksmusik ’89 - 8 Wochen (1. August – 31. September) - Herbert Grönemeyer – Ö - 2 Wochen (1. Oktober – 14. Oktober, insgesamt 22 Wochen) - Ostbahn Kurti & Die Chefpartie – Liagn und lochn - 2 Wochen (15. Oktober – 31. Oktober) - Stefanie Werger – bzw. (beziehungsweise) - 2 Wochen (1. November – 14. November) - Rainhard Fendrich – Von Zeit zu Zeit - 2 Wochen (15. November – 14. Dezember, insgesamt 9 Wochen) - Boris Bukowski – 100 Stunden am Tag - 2 Wochen (15. Dezember 1987 – 13. Jänner 1989, insgesamt 3 Wochen) |

| 1990 | 1991 |
| --- | --- |
| - Rainhard Fendrich – Von Zeit zu Zeit - 1 Woche (14. Jänner – 20. Jänner, insgesamt 9 Wochen) - Boris Bukowski – 100 Stunden am Tag - 1 Woche (21. Jänner – 27. Jänner, insgesamt 4 Wochen) - Rainhard Fendrich – Von Zeit zu Zeit - 1 Woche (28. Jänner – 3. Februar, insgesamt 9 Wochen) - Stefanie Werger – bzw. (beziehungsweise) - 3 Wochen (4. Februar – 24. Februar) - Konstantin Wecker – Stilles Glück, trautes Heim - 2 Wochen (25. Februar – 10. März, insgesamt 5 Wochen) - Kris Kristofferson – Third World Warrior - 1 Woche (11. März – 17. März, insgesamt 2 Wochen) - Konstantin Wecker – Stilles Glück, trautes Heim - 2 Wochen (18. März – 31. März, insgesamt 5 Wochen) - Kris Kristofferson – Third World Warrior - 1 Woche (1. April – 7. April, insgesamt 2 Wochen) - Konstantin Wecker – Stilles Glück, trautes Heim - 1 Woche (8. April – 14. April, insgesamt 5 Wochen) - Boris Bukowski – 100 Stunden am Tag - 1 Woche (15. April – 21. April, insgesamt 4 Wochen) - Zillertaler Schürzenjäger – Zillertaler Hochzeitsblues - 4 Wochen (22. April – 19. Mai) - Kastelruther Spatzen – Feuer im ewigen Eis - 1 Woche (20. Mai – 26. Mai) - Erste Allgemeine Verunsicherung – Neppomuk’s Rache - 19 Wochen (27. Mai – 6. Oktober) - Herbert Grönemeyer – Luxus - 7 Wochen (7. Oktober – 24. November, insgesamt 11 Wochen) - S.T.S. – Jeder Tag zählt - 1 Woche (25. November – 1. Dezember, insgesamt 2 Wochen) - Herbert Grönemeyer – Luxus - 4 Wochen (2. Dezember 1990 – 5. Jänner 1991, insgesamt 11 Wochen) | - Herbert Grönemeyer – Luxus - 4 Wochen (2. Dezember 1990 – 5. Jänner 1991, insgesamt 11 Wochen) - S.T.S. – Jeder Tag zählt - 1 Woche (6. Jänner – 12. Jänner, insgesamt 2 Wochen) - Rainhard Fendrich – Von Zeit zu Zeit - 3 Wochen (13. Jänner – 2. Februar, insgesamt 9 Wochen) - Ostbahn-Kurti & die Chefpartie – 1/2 so wüd - 5 Wochen (3. Februar – 9. März) - Jazz Gitti & Her Disco Killers – A Wunda - 5 Wochen (10. März – 13. April, insgesamt 7 Wochen) - Kastelruther Spatzen – Wahrheit ist ein schmaler Grat - 6 Wochen (14. April – 25. Mai, insgesamt 7 Wochen) - Stefanie Werger – Stille Wasser - 1 Woche (26. Mai – 1. Juni, insgesamt 2 Wochen) - Kastelruther Spatzen – Wahrheit ist ein schmaler Grat - 6 Wochen (2. Juni – 8. Juni, insgesamt 8 Wochen) - Stefanie Werger – Stille Wasser - 1 Woche (9. Juni – 15. Juni, insgesamt 2 Wochen) - Jazz Gitti & Her Disco Killers – A Wunda - 2 Wochen (16. Juni – 29. Juni, insgesamt 7 Wochen) - Die Hektiker – Endlich! - 15 Wochen (30. Juni – 5. Oktober) - Rainhard Fendrich – Nix is fix - 9 Wochen (6. Oktober – 7. Dezember, insgesamt 11 Wochen) - Erste Allgemeine Verunsicherung – Watumba! - 12 Wochen (8. Dezember 1991 – 7. März 1992, insgesamt 13 Wochen) |

| 1992 | 1993 |
| --- | --- |
| - Erste Allgemeine Verunsicherung – Watumba! - 12 Wochen (8. Dezember 1991 – 7. März 1992, insgesamt 16 Wochen) - Rainhard Fendrich – Nix is fix - 1 Woche (8. März – 14. März, insgesamt 11 Wochen) - Erste Allgemeine Verunsicherung – Watumba! - 4 Wochen (15. März – 12. April, insgesamt 16 Wochen) - Rainhard Fendrich – Nix is fix - 1 Woche (13. April – 18. April, insgesamt 11 Wochen) - Brunner & Brunner – Sehnsucht in mir - 1 Woche (19. April – 25. April) - Wolfgang Ambros – Die größten Hits aus 20 Jahren - 4 Wochen (26. April – 23. Mai) - Stoakogler Trio – Steirermen san very good - 7 Wochen (24. Mai – 11. Juli) - Kastelruther Spatzen – Eine weiße Rose - 2 Wochen (12. Juli – 25. Juli) - Rainhard Fendrich & Wiener Symphoniker – Wiener Festwochen - 6 Wochen (26. Juli – 5. September) - Ostbahn Kurti & Die Chefpartie – A blede Gschicht ... - 6 Wochen (6. September – 17. Oktober) - Falco – Nachtflug - 4 Wochen (18. Oktober – 14. November) - Hubert von Goisern und die Original Alpinkatzen – Aufgeigen statt niederschiassen - 23 Wochen (15. November 1992 – 14. Mai 1993) | - Hubert von Goisern und die Original Alpinkatzen – Aufgeigen statt niederschiassen - 23 Wochen (15. November 1992 – 14. Mai 1993) - Alexander Bisenz – Gnadenlos - 8 Wochen (15. Mai – 26. Juni, insgesamt 9 Wochen) - Herbert Grönemeyer – Chaos - 1 Woche (27. Juni – 3. Juli, insgesamt 2 Wochen) - Alexander Bisenz – Gnadenlos - 1 Woche (4. Juli – 10. Juli, insgesamt 9 Wochen) - Kastelruther Spatzen – Der rote Diamant - 2 Wochen (11. Juli – 24. Juli, insgesamt 7 Wochen) - Herbert Grönemeyer – Chaos - 1 Woche (25. Juli – 31. Juli, insgesamt 2 Wochen) - Kastelruther Spatzen – Der rote Diamant - 4 Wochen (1. August – 28. August, insgesamt 7 Wochen) - Zillertaler Schürzenjäger – Typisch Schürzenjäger - 3 Wochen (29. August – 18. September, insgesamt 4 Wochen) - Kastelruther Spatzen – Der rote Diamant - 1 Woche (26. September – 2. Oktober, insgesamt 7 Wochen) - Zillertaler Schürzenjäger – Typisch Schürzenjäger - 1 Woche (3. Oktober – 9. Oktober, insgesamt 4 Wochen) - Rainhard Fendrich – Brüder - 3 Wochen (10. Oktober – 30. Oktober, insgesamt 5 Wochen) - Die Ärzte – Die Bestie in Menschengestalt - 1 Woche (31. Oktober – 6. November, insgesamt 9 Wochen) - Rainhard Fendrich – Brüder - 1 Woche (7. November – 13. November, insgesamt 5 Wochen) - Die Ärzte – Die Bestie in Menschengestalt - 1 Woche (14. November – 20. November, insgesamt 9 Wochen) - Rainhard Fendrich – Brüder - 1 Woche (21. November – 27. November, insgesamt 5 Wochen) - Die Ärzte – Die Bestie in Menschengestalt - 7 Wochen (28. November 1993 – 22. Jänner 1994, insgesamt 9 Wochen) |

| 1994 | 1995 |
| --- | --- |
| - Die Ärzte – Die Bestie in Menschengestalt - 7 Wochen (28. November 1993 – 22. Jänner 1994, insgesamt 9 Wochen) - Die Prinzen – Alles nur geklaut - 2 Wochen (23. Jänner – 4. Februar) - Nockalm Quintett – Nockalm Gold - 5 Wochen (5. Februar – 12. März) - Ostbahn Kurti & Die Chefpartie – Trost & Rat - 3 Wochen (13. März – 2. April) - Hubert von Goisern und die Alpinkatzen – Omunduntn - 8 Wochen (3. April – 28. Mai) - Zillertaler Schürzenjäger – Rebellion in den Alpen – Live – Folge 3 - 1 Woche (29. Mai – 5. Juni) - Wolfgang Ambros – Wasserfall - 1 Woche (6. Juni – 11. Juni) - Kastelruther Spatzen – Atlantis der Berge - 10 Wochen (12. Juni – 28. August) - Zillertaler Schürzenjäger – Glory – Hallelujah! - 3 Wochen (29. August – 17. September) - Nockalm Quintett – Und über Rhodos küss' ich dich - 2 Wochen (18. September – 1. Oktober, insgesamt 3 Wochen) - Nockalm Quintett – Und über Rhodos küss' ich dich - 1 Woche (9. Oktober – 15. Oktober, insgesamt 3 Wochen) - Erste Allgemeine Verunsicherung – Nie wieder Kunst (wie immer …) - 9 Wochen (3. Dezember 1994 – 11. Februar 1995) | - Erste Allgemeine Verunsicherung – Nie wieder Kunst (wie immer …) - 9 Wochen (3. Dezember 1994 – 11. Februar 1995) - Claudia Jung – Claudia Jung - 1 Woche (12. Februar – 18. Februar) - Rainhard Fendrich – Recycled - 2 Wochen (19. Februar – 4. März, insgesamt 5 Wochen) - Kastelruther Spatzen – Das Beste der Kastelruther Spatzen – Folge 2 - 1 Woche (3. März – 11. März) - Rainhard Fendrich – Recycled - 2 Wochen (12. März – 25. März, insgesamt 5 Wochen) - Kastelruther Spatzen – Das Beste der Kastelruther Spatzen – Folge 2 - 1 Woche (26. März – 1. April, insgesamt 2 Wochen) - Rainhard Fendrich – Recycled - 1 Woche (2. April – 8. April, insgesamt 5 Wochen) - Kastelruther Spatzen – Das Beste der Kastelruther Spatzen – Folge 2 - 1 Woche (9. April – 15. April, insgesamt 2 Wochen) - Hubert von Goisern und die Alpinkatzen – Wia die Zeit vergeht... (Live) - 5 Wochen (16. April – 20. Mai) - Alexander Bisenz – Nix is nix - 1 Woche (21. Mai – 27. Mai, insgesamt 2 Wochen) - Die Schlümpfe – Tekkno ist cool – Vol. 1 - 1 Woche (28. Mai – 3. Juni, insgesamt 15 Wochen) - Alexander Bisenz – Nix is nix - 1 Woche (4. Juni – 10. Juni, insgesamt 2 Wochen) - Die Schlümpfe – Tekkno ist cool – Vol. 1 - 10 Wochen (11. Juni – 19. August, insgesamt 15 Wochen) - Die Doofen – Lieder, die die Welt nicht braucht - 1 Woche (20. August – 26. August) - Die Schlümpfe – Tekkno ist cool – Vol. 1 - 4 Wochen (27. August – 23. September, insgesamt 15 Wochen) - S.T.S. – Zeit - 6 Wochen (24. September – 4. November) - Die Schlümpfe – Megaparty Vol. 2 - 3 Wochen (5. November – 25. November, insgesamt 7 Wochen) - Herbert Grönemeyer – Grönemeyer Live - 2 Wochen (26. November – 9. Dezember, insgesamt 3 Wochen) - Die Schlümpfe – Megaparty Vol. 2 - 4 Wochen (10. Dezember 1995 – 13. Jänner 1996, insgesamt 7 Wochen) |

| 1996 | 1997 |
| --- | --- |
| - Die Schlümpfe – Megaparty Vol. 2 - 4 Wochen (10. Dezember 1995 – 13. Jänner 1996, insgesamt 7 Wochen) - Claudia Jung – Sehnsucht - 5 Wochen (14. Jänner – 17. Februar) - Die Paldauer – Unendlich glücklich - 1 Woche (18. Februar – 24. Februar) - Die Toten Hosen – Opium fürs Volk - 3 Wochen (25. Februar – 16. März) - Zillertaler Schürzenjäger – Träume sind stärker - 7 Wochen (16. März – 4. Mai) - Brunner & Brunner – Leben - 5 Wochen (5. Mai – 8. Juni) - Herbert Grönemeyer – Grönemeyer Live - 1 Woche (9. Juni – 15. Juni, insgesamt 3 Wochen) - Die Ärzte – Le Frisur - 3 Wochen (16. Juni – 6. Juli) - Die Schlümpfe – Alles Banane! – Vol. 3 - 10 Wochen (7. Juli – 14. September) - Hansi Hinterseer – Träum’ mit mir - 3 Wochen (15. September – 5. Oktober) - Wolfgang Ambros – Verwahrlost aber frei - 3 Wochen (6. Oktober – 26. Oktober) - Kastelruther Spatzen – Sterne über’m Rosengarten - 1 Woche (27. Oktober – 2. November, insgesamt 2 Wochen) - S.T.S. – Die größten Hits aus 15 Jahren - 1 Woche (3. November – 9. November) - Kastelruther Spatzen – Sterne über’m Rosengarten - 1 Woche (10. November – 16. November, insgesamt 2 Wochen) - Die Toten Hosen – Im Auftrag des Herrn - 3 Wochen (17. November – 7. Dezember) - Die Schlümpfe – Voll der Winter! Vol. 4 - 7 Wochen (8. Dezember 1996 – 25. Jänner 1997) | - Die Schlümpfe – Voll der Winter! Vol. 4 - 7 Wochen (8. Dezember 1996 – 25. Jänner 1997) - Tic Tac Toe – Tic Tac Toe - 14 Wochen (26. Jänner – 3. Mai) - Rainhard Fendrich – Blond - 7 Wochen (4. Mai – 21. Juni) - Die Schlümpfe – Balla Balla – Vol. 5 - 5 Wochen (22. Juni – 26. Juli) - Tic Tac Toe – Klappe die 2te - 5 Wochen (27. Juli – 30. August) - Hansi Hinterseer – Ich warte auf dich - 1 Woche (31. August – 6. September) - Rammstein – Sehnsucht - 2 Wochen (7. September – 20. September) - Erste Allgemeine Verunsicherung – Im Himmel ist die Hölle los - 3 Wochen (21. September – 11. Oktober) - Kastelruther Spatzen – Herzschlag für Herzschlag - 1 Woche (12. Oktober – 18. Oktober) - Claudia Jung – Augenblicke - 6 Wochen (19. Oktober – 29. November, insgesamt 7 Wochen) - Die Schlümpfe – Irre galaktisch – Vol. 6 - 10 Wochen (30. November 1997 – 14. Februar 1998, insgesamt 11 Wochen) |

| 1998 | 1999 |
| --- | --- |
| - Die Schlümpfe – Irre galaktisch – Vol. 6 - 10 Wochen (30. November 1997 – 14. Februar 1998, insgesamt 11 Wochen) - Claudia Jung – Augenblicke - 1 Woche (15. Februar – 21. Februar, insgesamt 7 Wochen) - Die Schlümpfe – Irre galaktisch – Vol. 6 - 1 Woche (22. Februar – 28. Februar, insgesamt 11 Wochen) - Falco – Greatest Hits - 2 Wochen (1. März – 14. März) - Falco – Out of the Dark (Into the Light) - 4 Wochen (15. März – 11. April, insgesamt 5 Wochen) - Austria 3 – Live - 3 Wochen (12. April – 2. Mai) - Herbert Grönemeyer – Bleibt alles anders - 5 Wochen (3. Mai – 6. Juni) - Die Ärzte – 13 - 3 Wochen (7. Juni – 27. Juni) - Austria 3 – Live Vol. 2 - 11 Wochen (28. Juni – 12. September) - Die Schlümpfe – Fette Fete! Vol. 7 - 3 Wochen (13. September – 3. Oktober) - S.T.S. – Volle Kraft - 3 Wochen (4. Oktober – 24. Oktober) - Kastelruther Spatzen – Die weiße Braut der Berge - 2 Wochen (25. Oktober – 31. Oktober) - Erste Allgemeine Verunsicherung – Himbeerland - 4 Wochen (1. November – 28. November, insgesamt 7 Wochen) - Kiddy Contest Kids – Kiddy Contest Vol. 4 - 1 Woche (29. November – 5. Dezember) - Die Roten Rosen – Wir warten auf’s Christkind - 5 Wochen (6. Dezember 1998 – 16. Jänner 1999) | - Die Roten Rosen – Wir warten auf’s Christkind - 5 Wochen (6. Dezember 1998 – 16. Jänner 1999) - Erste Allgemeine Verunsicherung – Himbeerland - 2 Wochen (17. Jänner – 30. Jänner, insgesamt 7 Wochen) - Oli.P – Mein Tag - 1 Woche (31. Jänner – 6. Februar) - Erste Allgemeine Verunsicherung – Himbeerland - 1 Woche (7. Februar – 13. Februar, insgesamt 7 Wochen) - Xavier Naidoo – Nicht von dieser Welt - 3 Wochen (14. Februar – 6. März) - Falco – The Final Curtain – The Ultimate Best Of - 7 Wochen (7. März – 25. April) - Kurt Ostbahn & die Kombo – Fünfzig verschenkte Jahre - 2 Wochen (26. April – 8. Mai) - Die Fantastischen Vier – 4:99 - 3 Wochen (9. Mai – 29. Mai, insgesamt 4 Wochen) - Nockalm Quintett – Casablanca für immer - 1 Woche (30. Mai – 5. Juni) - Die Fantastischen Vier – 4:99 - 1 Woche (6. Juni – 13. Juni, insgesamt 4 Wochen) - Die Schlümpfe – Super Sommer – Vol. 9 - 3 Wochen (14. Juni – 3. Juli) - Kastelruther Spatzen – Die Legende von Croderes - 8 Wochen (4. Juli – 28. August) - Michelle – Nenn es Liebe oder Wahnsinn - 2 Wochen (29. August – 11. September) - Rammstein – Live aus Berlin - 4 Woche (12. September – 10. Oktober) - Echt – Freischwimmer - 3 Wochen (11. Oktober – 30. Oktober, insgesamt 5 Wochen) - Falco – Verdammt wir leben noch - 2 Wochen (31. November – 14. November) - Die Schlümpfe – Jetzt knallt’s! – Vol. 10 - 3 Wochen (15. November – 4. Dezember, insgesamt 6 Wochen) - Kiddy Contest Kids – Kiddy Contest Vol. 5 - 5 Wochen (5. Dezember 1999 – 15. Jänner 2000) |

| 2000 | 2001 |
| --- | --- |
| - Kiddy Contest Kids – Kiddy Contest Vol. 5 - 5 Wochen (5. Dezember 1999 – 15. Jänner 2000, insgesamt 6 Wochen) - Die Schlümpfe – Jetzt knallt’s! – Vol. 10 - 3 Wochen (16. Jänner – 5. Februar, insgesamt 6 Wochen) - Echt – Freischwimmer - 1 Woche (6. Februar – 12. Februar, insgesamt 5 Wochen) - Die Toten Hosen – Unsterblich - 1 Woche (13. Februar – 18. Februar) - Echt – Freischwimmer - 1 Woche (19. Februar – 26. Februar, insgesamt 5 Wochen) - Klostertaler – Die längste Nacht der Welt - 2 Wochen (27. Februar – 12. März) - Hans Söllner – 241255 - 1 Woche (12. März – 18. März) - Dr. Sohmer – Die Nächste, bittäähh! - 2 Wochen (19. März – 1. April) - Böhse Onkelz – Ein böses Märchen - 3 Wochen (2. April – 23. April) - Die Schlümpfe – Total abgespaced! – Vol. 11 - 1 Woche (24. April – 29. April) - Anton feat. DJ Ötzi – Das Album - 8 Wochen (30. April – 25. Juni, insgesamt 15 Wochen) - Kastelruther Spatzen – Und ewig wird der Himmel brennen - 3 Wochen (26. Juni – 15. Juli, insgesamt 5 Wochen) - Anton feat. DJ Ötzi – Das Album - 1 Woche (16. Juli – 22. Juli, insgesamt 15 Wochen) - Kastelruther Spatzen – Und ewig wird der Himmel brennen - 1 Woche (23. Juli – 29. Juli, insgesamt 5 Wochen) - Anton feat. DJ Ötzi – Das Album - 5 Wochen (30. Juli – 2. September, insgesamt 15 Wochen) - Kastelruther Spatzen – Und ewig wird der Himmel brennen - 1 Woche (3. September – 9. September, insgesamt 5 Wochen) - Anton feat. DJ Ötzi – Das Album - 1 Woche (10. September – 16. September, insgesamt 15 Wochen) - Nockalm Quintett – Vom Winde verweht - 3 Wochen (17. September – 7. Oktober) - Jantje Smit – Ein bisschen Liebe - 1 Woche (8. Oktober – 14. Oktober) - Udo Jürgens – Mit 66 Jahren (was wichtig ist...) - 1 Woche (15. Oktober – 22. Oktober) - Wolfgang Ambros – Nach mir die Sintflut – Ambros singt Waits - 2 Wochen (23. Oktober – 4. November) - Die Ärzte – Runter mit den Spendierhosen, Unsichtbarer! - 1 Woche (5. November – 11. November) - Die Fantastischen Vier – MTV Unplugged - 1 Woche (12. November – 18. November) - Hubert von Goisern – Fön - 1 Woche (19. November – 25. November) - Erste Allgemeine Verunsicherung – Let’s Hop to the Pop – Das Allerbeste aber feste - 1 Woche (26. November – 2. Dezember) - Kiddy Contest Kids – Kiddy Contest Vol. 6 - 5 Wochen (3. Dezember 2000 – 13. Jänner 2001) | - Kiddy Contest Kids – Kiddy Contest Vol. 6 - 5 Wochen (3. Dezember 2000 – 13. Jänner 2001) - Westernhagen – So weit… – Best of - 1 Woche (14. Jänner – 19. Jänner) - Söhne Mannheims – Zion - 6 Wochen (20. Jänner – 3. März) - Antonia feat. Sandra – Dirndlpower - 2 Wochen (4. März – 17. März) - Michelle – Best Of - 1 Woche (18. März – 24. März) - Max – 1-13 - 1 Woche (25. März – 14. April) - Rammstein – Mutter - 3 Wochen (15. April – 5. Mai) - Kurt Ostbahn & die Kombo – Ohjo - 3 Wochen (6. Mai – 26. Mai) - Thomas D – Lektionen in Demut - 3 Wochen (27. Mai – 16. Juni) - Brunner & Brunner – Mitten im Meer - 1 Woche (17. Juni – 23. Juni) - Kastelruther Spatzen – Jedes Abendrot ist ein Gebet - 1 Woche (24. Juni – 30. Juni) - Rainhard Fendrich – Männersache - 14 Wochen (1. Juli – 6. Oktober, insgesamt 16 Wochen) - Claudia Jung – Auch wenn es nicht vernünftig ist - 1 Woche (7. Oktober – 13. Oktober) - Rainhard Fendrich – Männersache - 2 Wochen (14. Oktober – 27. Oktober, insgesamt 16 Wochen) - DJ Ötzi – Love, Peace & Vollgas - 1 Woche (28. Oktober – 3. November, insgesamt 2 Wochen) - Kastelruther Spatzen – Ich würd’ es wieder tun – Das Beste – Folge 3 - 1 Woche (4. November – 10. November, insgesamt 2 Wochen) - DJ Ötzi – Love, Peace & Vollgas - 1 Woche (11. November – 17. November, insgesamt 2 Wochen) - Kastelruther Spatzen – Ich würd’ es wieder tun – Das Beste – Folge 3 - 1 Woche (18. November – 24. November, insgesamt 2 Wochen) - Kiddy Contest Kids – Kiddy Contest Vol. 7 - 6 Wochen (25. November 2001 – 14. Jänner 2002) |

| 2002 | 2003 |
| --- | --- |
| - Kiddy Contest Kids – Kiddy Contest Vol. 7 - 6 Wochen (25. November 2001 – 14. Jänner 2002) - DJ Ötzi – Greatest Partyhits - 3 Wochen (13. Jänner – 2. Februar) - Die Toten Hosen – Auswärtsspiel - 6 Wochen (3. Februar – 16. März) - Ursprung Buam – Don Camillo und Peppone - 3 Wochen (15. März – 6. April) - Xavier Naidoo – Zwischenspiel – Alles für den Herrn - 10 Wochen (7. April – 5. Juni, insgesamt 15 Wochen) - Die Seer – Junischnee - 3 Wochen (6. Juni – 6. Juli, insgesamt 11 Wochen) - Ostbahn – Kurtiositäten - 1 Woche (7. Juli – 13. Juli) - Seer – Junischnee - 8 Wochen (14. Juli – 6. September, insgesamt 11 Wochen) - Hansi Hinterseer – Meine Lieder, deine Träume - 1 Woche (8. September – 12. September) - Herbert Grönemeyer – Mensch - 12 Wochen (13. September – 30. November, insgesamt 18 Wochen) - Kiddy Contest Kids – Kiddy Contest Vol. 8 - 3 Wochen (1. Dezember – 20. Dezember) - Herbert Grönemeyer – Mensch - 6 Wochen (21. Dezember 2002 – 8. Februar 2003, insgesamt 18 Wochen) | - Herbert Grönemeyer – Mensch - 6 Wochen (21. Dezember 2002 – 9. Februar 2003, insgesamt 18 Wochen) - Xavier Naidoo – Zwischenspiel – Alles für den Herrn - 5 Wochen (9. Februar – 15. März, insgesamt 15 Wochen) - DJ Ötzi – Greatest Partyhits - 2 Wochen (16. März – 29. März) - Nena – 20 Jahre – Nena feat. Nena - 6 Wochen (30. März – 10. Mai, insgesamt 10 Wochen) - Erste Allgemeine Verunsicherung – Frauenluder - 1 Woche (11. Mai – 17. Mai) - Die Seer – Aufwind - 2 Wochen (18. Mai – 31. Mai, insgesamt 3 Wochen) - Nena – 20 Jahre – Nena feat. Nena - 4 Wochen (1. Juni – 28. Juni, insgesamt 10 Wochen) - Christina – Freier Fall - 6 Wochen (29. Juni – 9. August, insgesamt 14 Wochen) - Nockalm Quintett – Die kleine Insel Zärtlichkeit - 3 Wochen (10. August – 30. August) - Christina – Freier Fall - 2 Wochen (31. August – 13. September, insgesamt 14 Wochen) - Beginner – Blast Action Heroes - 1 Woche (14. August – 20. September) - S.T.S. – Herzverbunden - 3 Wochen (21. September – 11. Oktober) - Die Ärzte – Geräusch - 3 Wochen (12. Oktober – 31. Oktober) - Kastelruther Spatzen – Herzenssache - 2 Wochen (1. November – 22. November) - Seer – Aufwind - 1 Woche (23. November – 29. November, insgesamt 3 Wochen) - Kiddy Contest Kids – Kiddy Contest Vol. 9 - 5 Wochen (30. November 2003 – 3. Jänner 2004) |

| 2004 | 2005 |
| --- | --- |
| - Kiddy Contest Kids – Kiddy Contest Vol. 9 - 5 Wochen (30. November 2003 – 3. Jänner 2004) - Christina – Freier Fall - 6 Wochen (5. Jänner – 14. Februar, insgesamt 14 Wochen) - Die Lollipops – Wir feiern! - 2 Wochen (15. Februar – 25. Februar) - Oomph! – Wahrheit oder Pflicht - 3 Wochen (26. Februar – 18. März) - Wir sind Helden – Die Reklamation - 3 Wochen (19. März – 8. April) - Sportfreunde Stiller – Burli - 5 Wochen (9. April – 15. Mai) - Rainhard Fendrich – Aufleben - 5 Wochen (16. Mai – 19. Juni) - Christina Stürmer – Soll das wirklich alles sein? - 2 Wochen (20. Juni – 3. Juli, insgesamt 7 Wochen) - Söhne Mannheims – Noiz - 1 Woche (4. Juli – 10. Juli, insgesamt 6 Wochen) - Christina Stürmer – Soll das wirklich alles sein? - 4 Wochen (11. Juli – 7. August, insgesamt 7 Wochen) - Nockalm Quintett – Prinz Rosenherz - 2 Wochen (8. August – 21. August) - Die Seer – Über’n Berg - 4 Wochen (22. August – 18. September) - Christina Stürmer – Soll das wirklich alles sein? - 1 Woche (19. September – 25. September, insgesamt 7 Wochen) - Gentleman – Confidence - 1 Woche (26. September – 2. Oktober) - Kastelruther Spatzen – Berg ohne Wiederkehr - 1 Woche (3. Oktober – 9. Oktober) - Rammstein – Reise, Reise - 5 Wochen (10. Oktober – 16. November) - Kiddy Contest Kids – Kiddy Contest Vol. 10 - 8 Wochen (14. November 2004 – 15. Jänner 2005) | - Kiddy Contest Kids – Kiddy Contest Vol. 10 - 8 Wochen (14. November 2004 – 15. Jänner 2005) - Söhne Mannheims – Noiz - 3 Wochen (16. Jänner – 5. Februar, insgesamt 6 Wochen) - Austria for Asia – Deine Hilfe wird gebraucht - 2 Wochen (6. Februar – 19. Februar) - Söhne Mannheims – Noiz - 2 Wochen (20. Februar – 5. März, insgesamt 6 Wochen) - Juli – Es ist Juli - 1 Woche (6. März – 12. März) - Schnappi – Schnappi und Seine Freunde - 3 Wochen (13. März – 2. April) - Nena – Willst du mit mir gehn - 2 Wochen (3. April – 16. April) - Wir sind Helden – Von hier an blind - 6 Wochen (17. April – 28. Mai, insgesamt 7 Wochen) - Christina Stürmer – Wirklich alles! - 1 Woche (29. Mai – 5. Juni) - Global Kryner – Krynology - 1 Woche (6. Juni – 11. Juni) - Wir sind Helden – Von hier an blind - 1 Woche (12. Juni – 18. Juni, insgesamt 7 Wochen) - Nockalm Quintett – Amadeus In Love - 1 Woche (19. Juni – 25. Juni, insgesamt 3 Wochen) - Semino Rossi – Tausend Rosen für dich - 1 Woche (26. Juni – 2. Juli, insgesamt 4 Wochen) - Nockalm Quintett – Amadeus In Love - 2 Wochen (3. Juli – 16. Juli, insgesamt 3 Wochen) - Semino Rossi – Tausend Rosen für dich - 3 Wochen (17. Juli – 6. August, insgesamt 4 Wochen) - Söhne Mannheims – Power of the Sound - 5 Wochen (7. August – 10. September) - Hansi Hinterseer – So ein schöner Tag - 2 Wochen (11. September – 24. September) - Udo Jürgens – Jetzt oder nie - 1 Woche (25. September – 2. Oktober) - Tokio Hotel – Schrei - 1 Woche (1. Oktober – 8. Oktober, insgesamt 6 Wochen) - Die Seer – Lebensbaum - 1 Woche (9. Oktober – 15. Oktober) - Tokio Hotel – Schrei - 2 Wochen (16. Oktober – 30. Oktober, insgesamt 6 Wochen) - Seeed – Next! - 1 Woche (31. Oktober – 3. November) - Tokio Hotel – Schrei - 1 Wochen (4. November – 10. November, insgesamt 6 Wochen) - Rammstein – Rosenrot - 1 Woche (11. November – 17. November) - Kiddy Contest Kids – Kiddy Contest Vol. 11 - 4 Wochen (18. November – 8. Dezember, insgesamt 6 Wochen) - Xavier Naidoo – Telegramm für X - 1 Woche (9. Dezember – 15. Dezember, insgesamt 6 Wochen) - Kiddy Contest Kids – Kiddy Contest Vol. 11 - 2 Wochen (16. Dezember 2005 – 4. Jänner 2006, insgesamt 6 Wochen) |

| 2006 | 2007 |
| --- | --- |
| - Kiddy Contest Kids – Kiddy Contest Vol. 11 - 2 Wochen (16. Dezember 2005 – 4. Jänner 2006, insgesamt 6 Wochen) - Xavier Naidoo – Telegramm für X - 4 Wochen (5. Jänner – 2. Februar, insgesamt 6 Wochen) - Rainhard Fendrich – Hier + Jetzt - 4 Wochen (3. Februar – 2. März) - Xavier Naidoo – Telegramm für X - 1 Woche (3. März – 9. März, insgesamt 6 Wochen) - SheSays – SheSays - 1 Woche (10. März – 16. März) - Rosenstolz – Das große Leben - 3 Wochen (17. März – 6. April) - Tokio Hotel – Schrei - 2 Wochen (7. April – 20. April, insgesamt 6 Wochen) - Andrea Berg – Splitternackt - 2 Wochen (21. April – 4. Mai, insgesamt 6 Wochen) - Silbermond – Laut gedacht - 1 Woche (5. Mai – 11. Mai) - Andrea Berg – Splitternackt - 2 Wochen (12. Mai – 25. Mai, insgesamt 6 Wochen) - Die Paldauer – Gib mir Liebe - 1 Woche (26. Mai – 2. Juni) - Killerpilze – Invasion der Killerpilze - 1 Woche (3. Juni – 8. Juni, insgesamt 2 Wochen) - Andrea Berg – Splitternackt - 2 Wochen (9. Juni – 22. Juni, insgesamt 6 Wochen) - Ludwig Hirsch – In Ewigkeit Damen - 1 Woche (23. Juni – 29. Juni) - Killerpilze – Invasion der Killerpilze - 1 Woche (30. Juni – 6. Juli, insgesamt 2 Wochen) - LaFee – LaFee - 1 Woche (7. Juli – 13. Juli, insgesamt 2 Wochen) - Peter Alexander – Herzlichen Glückwunsch! - 1 Woche (14. Juli – 20. Juli) - LaFee – LaFee - 1 Woche (21. Juli – 27. Juli, insgesamt 2 Wochen) - Semino Rossi – Ich denk an Dich - 1 Woche (28. Juli – 3. August, insgesamt 5 Wochen) - Nockalm Quintett – Einsam wie Napoleon - 1 Woche (4. August – 10. August) - Semino Rossi – Ich denk an Dich - 4 Wochen (11. August – 7. September, insgesamt 5 Wochen) - Hansi Hinterseer – Meine Berge, meine Heimat - 1 Woche (8. September – 14. September) - Bushido – Von der Skyline zum Bordstein zurück - 1 Woche (15. September – 21. Oktober) - Wolfgang Ambros – Steh grod - 1 Woche (22. September – 28. September) - Christina Stürmer – Lebe lauter - 3 Wochen (29. September – 19. Oktober, insgesamt 5 Wochen) - Die Ärzte – Bäst of - 1 Woche (20. Oktober – 26. Oktober) - Christina Stürmer – Lebe lauter - 2 Wochen (27. Oktober – 9. November, insgesamt 5 Wochen) - Kiddy Contest Kids – Kiddy Contest Vol. 12 - 10 Wochen (10. November 2006 – 25. Jänner 2007) | - Kiddy Contest Kids – Kiddy Contest Vol. 12 - 10 Wochen (10. November 2006 – 25. Jänner 2007) - Die Amigos – Die großen Erfolge - 3 Woche (25. Jänner – 15. Februar) - Falco – Hoch wie nie - 4 Wochen (16. Februar – 15. März) - Herbert Grönemeyer – 12 - 4 Wochen (16. März – 12. April) - Andrea Berg – Die neue Best Of - 4 Wochen (13. April – 17. Mai) - DJ Ötzi – Sternstunden - 3 Wochen (18. Mai – 7. Juni) - Wir sind Helden – Soundso - 3 Wochen (8. Juni – 28. Juni) - Monika Martin – Aloha Blue - 1 Woche (29. Juni – 5. Juli) - Georg Danzer – Träumer - 1 Woche (6. Juli – 12. Juli) - Nockalm Quintett – Volle Kanne Sehnsucht - 1 Woche (13. Juli – 19. Juli) - LaFee – Jetzt erst recht - 1 Woche (20. Juli – 26. Juli) - Die Seer – 1 Tag - 6 Wochen (27. Juli – 6. September) - Hansi Hinterseer – Von Herz zu Herz - 1 Woche (7. September – 13. September) - S.T.S. – Neuer Morgen - 2 Wochen (14. September – 27. September) - Semino Rossi – Einmal Ja – Immer Ja - 4 Wochen (26. September – 25. Oktober) - Erste Allgemeine Verunsicherung – Amore XL - 1 Woche (26. Oktober – 1. November) - Kiddy Contest Kids – Kiddy Contest Vol. 13 - 10 Wochen (2. November 2007 – 10. Jänner 2008) |

| 2008 | 2009 |
| --- | --- |
| - Kiddy Contest Kids – Kiddy Contest Vol. 13 - 10 Wochen (2. November 2007 – 10. Jänner 2008) - DJ Ötzi – Best Of - 1 Woche (11. Jänner – 17. Jänner) - Udo Jürgens – Einfach ich - 1 Woche (18. Jänner – 24. Jänner, insgesamt 3 Wochen) - Marc Pircher – Durch die Nacht – nur mit dir - 1 Woche (25. Jänner – 31. Jänner) - Udo Jürgens – Einfach ich - 2 Wochen (1. Februar – 14. Februar, insgesamt 3 Wochen) - Falco – Symphonic - 6 Wochen (15. Februar – 27. März) - Wir3 – Wir3 - 3 Wochen (28. März – 17. April) - Christina Stürmer – laut-Los - 5 Wochen (18. April – 22. Mai) - Hansi Hinterseer – Ein kleines Edelweiß - 1 Woche (23. Mai – 29. Mai) - Schnuffel – Ich hab' dich lieb - 1 Woche (30. Mai – 5. Juni) - Hubert von Goisern – S'Nix - 1 Woche (6. Juni – 12. Juni) - Sido – Ich und meine Maske - 1 Woche (13. Juni – 19. Juni) - Ich + Ich – Vom selben Stern - 3 Wochen (20. Juni – 10. Juli) - Helene Fischer – Zaubermond - 2 Wochen (11. Juli – 24. Juli) - Nockalm Quintett – Ich dich auch - 5 Wochen (25. Juli – 28. August) - Die Ärzte – Jazz ist anders - 1 Woche (29. August – 4. September) - Hansi Hinterseer – Für immer - 1 Woche (5. September – 11. September) - Die Amigos – Ein Tag im Paradies - 3 Wochen (12. September – 2. Oktober) - Söhne Mannheims vs. Xavier Naidoo – Wettsingen in Schwetzingen – MTV Unplugged - 1 Woche (3. Oktober – 9. Oktober, insgesamt 2 Wochen) - Rosenstolz – Die Suche geht weiter - 1 Woche (10. Oktober – 16. Oktober, insgesamt 2 Wochen) - Söhne Mannheims vs. Xavier Naidoo – Wettsingen in Schwetzingen – MTV Unplugged - 1 Woche (17. Oktober – 23. Oktober, insgesamt 2 Wochen) - Rosenstolz – Die Suche geht weiter - 1 Woche (24. Oktober – 30. Oktober, insgesamt 2 Wochen) - Marc Pircher – Sternenstaub - 1 Woche (31. Oktober – 6. November) - Die Seer – Seer live - 1 Woche (7. November – 13. November) - Kiddy Contest Kids – Kiddy Contest Vol. 14 - 3 Wochen (14. November – 4. Dezember, insgesamt 4 Wochen) - Herbert Grönemeyer – Was muss muss – Best of - 1 Woche (5. Dezember – 11. Dezember, insgesamt 5 Wochen) - Kiddy Contest Kids – Kiddy Contest Vol. 14 - 1 Woche (12. Dezember – 18. Dezember, insgesamt 4 Wochen) - Herbert Grönemeyer – Was muss muss – Best of - 4 Wochen (19. Dezember 2008 – 15. Jänner 2009, insgesamt 5 Wochen) | - Herbert Grönemeyer – Was muss muss – Best of - 4 Wochen (19. Dezember 2008 – 15. Jänner 2009, insgesamt 5 Wochen) - DJ Ötzi – Hotel Engel - 1 Woche (16. Jänner – 22. Jänner) - Nockalm Quintett – Nockalm Diamant – Das Beste aus den Jahren 2003 bis 2008 - 4 Wochen (23. Jänner – 19. Februar) - Peter Fox – Stadtaffe - 6 Wochen (20. Februar – 2. April) - Silbermond – Nichts passiert - 2 Wochen (3. April – 16. April, insgesamt 3 Wochen) - Andrea Berg – Zwischen Himmel & Erde - 3 Wochen (17. April – 23. April, insgesamt 4 Wochen) - Christina Stürmer – In dieser Stadt - 1 Woche (24. April – 7. Mai) - Andrea Berg – Zwischen Himmel & Erde - 3 Wochen (8. Mai – 28. Mai, insgesamt 4 Wochen) - Silbermond – Nichts passiert - 1 Woche (29. Mai – 4. Juni, insgesamt 3 Wochen) - Sportfreunde Stiller – MTV Unplugged in New York - 1 Woche (5. Juni – 11. Juni, insgesamt 2 Wochen) - Andreas Gabalier – Da komm’ ich her - 1 Woche (12. Juni – 18. Juni, insgesamt 3 Wochen) - Sportfreunde Stiller – MTV Unplugged in New York - 1 Woche (17. Juni – 25. Juni, insgesamt 2 Wochen) - Andreas Gabalier – Da komm’ ich her - 2 Wochen (26. Juni – 9. Juli, insgesamt 3 Wochen) - Die Amigos – Sehnsucht, die wie Feuer brennt - 1 Woche (10. Juli – 16. Juli) - Die Seer – Hoffen, glauben, liab’n - 3 Wochen (17. Juli – 6. August) - Nockalm Quintett – Ja - 3 Wochen (7. August – 27. August) - Jan Delay – Wir Kinder vom Bahnhof Soul - 1 Woche (28. August – 4. September) - Hansi Hinterseer – Komm mit mir - 1 Woche (5. August – 10. September) - Semino Rossi – Die Liebe bleibt - 4 Wochen (11. September – 8. Oktober, insgesamt 5 Wochen) - Udo Jürgens – Best Of - 2 Wochen (9. Oktober – 22. Oktober) - Helene Fischer – So wie ich bin - 1 Woche (23. Oktober – 29. Oktober) - Rammstein – Liebe ist für alle da - 2 Wochen (30. Oktober – 12. November) - Kiddy Contest Kids – Kiddy Contest Vol. 15 - 5 Woche (13. November – 17. Dezember) - Falco – The Spirit Never Dies - 3 Wochen (18. Dezember 2009 – 7. Februar 2010) |

| 2010 | 2011 |
| --- | --- |
| - Falco – The Spirit Never Dies - 7 Wochen (18. Dezember 2009 – 4. Februar 2010) - Marc Pircher – Wer wenn nicht du - 2 Wochen (5. Februar – 18. Februar) - Erste Allgemeine Verunsicherung – Neue Helden braucht das Land - 2 Wochen (19. Februar – 4. März) - Bushido – Zeiten ändern Dich - 1 Woche (5. März – 11. März) - Unheilig – Große Freiheit - 4 Wochen (12. März – 22. April, insgesamt 8 Wochen) - Gentleman – Diversity - 1 Woche (23. April – 6. Mai) - Unheilig – Große Freiheit - 1 Woche (7. Mai – 13. Mai, insgesamt 8 Wochen) - Musical / Udo Jürgens – Ich war noch niemals in New York [Wiener Fassung] - 1 Woche (14. Mai – 20. Mai) - Reinhard Mey – Mairegen - 1 Woche (21. Mai – 27. Mai) - Die Fantastischen Vier – Für dich immer noch Fanta Sie - 1 Woche (28. Mai – 3. Juni) - Sido – MTV Unplugged Live aus’m MV - 1 Woche (4. Juni – 10. Juni) - Andreas Gabalier – Herzwerk - 1 Woche (11. Juni – 17. Juni, insgesamt 13 Wochen) - Helene Fischer – Best of - 2 Wochen (18. Juni – 8. Juli) - Andreas Gabalier – Herzwerk - 1 Woche (7. Juli – 15. Juli, insgesamt 13 Wochen) - Die Seer – Wohlfühlgfühl - 3 Wochen (16. Juli – 5. August, insgesamt 4 Wochen) - Die Amigos – Weißt du, was du für mich bist? - 2 Wochen (6. August – 19. August) - Nockalm Quintett – Mein Wunder der Liebe - 1 Woche (20. August – 26. August) - Seer – Wohlfühlgfühl - 1 Woche (27. August – 2. September, insgesamt 4 Wochen) - Hansi Hinterseer – Ich hab dich einfach lieb - 1 Woche (3. September – 9. September, insgesamt 2 Wochen) - Wir sind Helden – Bring mich nach Hause - 1 Woche (10. September – 16. September) - Hansi Hinterseer – Ich hab dich einfach lieb - 1 Woche (17. September – 23. September, insgesamt 2 Wochen) - Andreas Gabalier – Herzwerk - 1 Woche (24. September – 30. September, insgesamt 13 Wochen) - Semino Rossi – Die Liebe bleibt - 1 Woche (1. Oktober – 7. Oktober, insgesamt 5 Wochen) - Rainhard Fendrich – Meine Zeit - 4 Wochen (8. Oktober – 4. November) - Andrea Berg – Schwerelos - 1 Woche (5. November – 11. November, insgesamt 3 Wochen) - Kiddy Contest Kids – Kiddy Contest Vol. 16 - 1 Woche (12. November – 18. November, insgesamt 6 Wochen) - Andrea Berg – Schwerelos - 1 Woche (19. November – 25. November, insgesamt 3 Wochen) - Kiddy Contest Kids – Kiddy Contest Vol. 16 - 4 Wochen (26. November 2010 – 6. Jänner 2011, insgesamt 6 Wochen) | - Kiddy Contest Kids – Kiddy Contest Vol. 16 - 5 Wochen (26. November 2010 – 6. Jänner. 2011, insgesamt 6 Wochen) - Unheilig – Große Freiheit - 3 Wochen (7. Jänner – 28. Jänner, insgesamt 8 Wochen) - Andreas Gabalier – Herzwerk - 2 Wochen (29. Jänner – 10. Februar, insgesamt 13 Wochen) - Andrea Berg – Schwerelos - 1 Woche (11. Februar – 17. Februar, insgesamt 3 Wochen) - Trackshittaz – Oidaah pumpn muas's - 3 Wochen (18. Februar – 10. März) - Peter Alexander – Seine größten Erfolge und mehr - 3 Wochen (11. März – 31. März) - Herbert Grönemeyer – Schiffsverkehr - 4 Wochen (1. April – 28. April) - SpongeBob Schwammkopf – BOBmusik – Das gelbe Album - 1 Woche (29. April – 5. Mai) - Andreas Gabalier – Herzwerk - 1 Woche (6. Mai – 19. Mai, insgesamt 13 Wochen) - Nik P. – Der Junge mit der Luftgitarre - 1 Woche (20. Mai – 26. Mai, insgesamt 2 Wochen) - Bushido – Jenseits von gut und böse - 1 Woche (27. Mai – 2. Juni) - Nik P. – Der Junge mit der Luftgitarre - 1 Woche (3. Juni – 9. Juni, insgesamt 2 Wochen) - Andreas Gabalier – Herzwerk - 1 Wochen (10. Juni – 16. Juni, insgesamt 13 Wochen) - Semino Rossi – Augenblicke - 4 Wochen (17. Juni – 14. Juli) - Trackshittaz – Prolettn feian längaah - 2 Wochen (15. Juli – 28. Juli) - Nockalm Quintett – Zieh dich an und geh - 1 Woche (29. Juli – 4. August) - Die Amigos – Mein Himmel auf Erden - 3 Wochen (5. August – 25. August) - Andreas Gabalier – Herzwerk - 2 Wochen (26. August – 8. September, insgesamt 13 Wochen) - Hansi Hinterseer – Zwei Herzen - 1 Woche (9. September – 15. September) - Andreas Gabalier – Herzwerk - 3 Wochen (16. September – 6. Oktober, insgesamt 13 Wochen) - Rosenstolz – Wir sind am Leben - 1 Woche (7. Oktober – 13. Oktober) - Andrea Berg – Abenteuer - 2 Wochen (14. Oktober – 27. Oktober) - Andreas Gabalier – Volks-Rock’n’Roller - 5 Wochen (28. Oktober – 1. Dezember) - Hubert von Goisern – EntwederUndOder - 1 Woche (2. Oktober – 8. Dezember, insgesamt 4 Wochen) - Kiddy Contest Kids – Kiddy Contest Vol. 17 - 1 Woche (9. Dezember – 15. Dezember) - Rammstein – Made in Germany 1995–2011 - 1 Woche (16. Dezember – 22. Dezember) - Hubert von Goisern – EntwederUndOder - 3 Wochen (23. Dezember 2011 – 19. Jänner 2012, insgesamt 4 Wochen) |

| 2012 | 2013 |
| --- | --- |
| - Hubert von Goisern – EntwederUndOder - 3 Wochen (23. Dezember 2011 – 19. Jänner 2012, insgesamt 4 Wochen) - Soundtrack / Sido – Blutzbrüdaz – Die Mukke zum Film - 1 Woche (20. Jänner – 26. Jänner) - Marc Pircher – 20 Jahre – Das Beste und noch mehr.. - 3 Wochen (27. Jänner – 16. Februar) - Xavier Naidoo – Danke fürs Zuhören – Liedersammlung 1998–2012 - 6 Wochen (17. Februar – 29. März) - Unheilig – Lichter der Stadt - 4 Wochen (30. März – 26. April, insgesamt 5 Wochen) - Die Ärzte – auch - 2 Wochen (27. April – 10. Mai) - Oliver Haidt – Geradeaus ins Glück - 1 Woche (11. Mai – 17. Mai) - Die Toten Hosen – Ballast der Republik - 4 Wochen (18. Mai – 14. Juni, insgesamt 7 Wochen) - Die Seer – Grundlsee - 2 Wochen (15. Juni – 28. Juni) - Die Toten Hosen – Ballast der Republik - 3 Wochen (29. Juni – 19. Juli, insgesamt 7 Wochen) - Cro – Raop - 2 Wochen (20. Juli – 2. August, insgesamt 4 Wochen) - Nik P. – Come On Let’s Dance – Best Of Remix - 1 Woche (3. August – 9. August) - Cro – Raop - 1 Woche (10. August – 16. August, insgesamt 4 Wochen) - Die Amigos – Bis ans Ende der Zeit - 3 Wochen (17. August – 6. September) - Unheilig – Lichter der Stadt - 1 Woche (7. September – 13. September, insgesamt 5 Wochen) - Hansi Hinterseer – Im siebten Himmel - 1 Woche (14. September – 20. September) - Nazar – Narkose - 1 Woche (21. September – 27. September) - Cro – Raop - 1 Woche (28. September – 4. Oktober, insgesamt 4 Wochen) - Xavas – Gespaltene Persönlichkeit - 1 Woche (5. Oktober – 11. Oktober) - Seeed – Seeed - 1 Woche (12. Oktober – 18. Oktober) - Kastelruther Spatzen – Leben und leben lassen - 1 Woche (19. Oktober – 25. Oktober) - Andreas Gabalier – Volks-Rock’n’Roller live - 2 Wochen (26. Oktober – 8. November) - Kiddy Contest Kids – Kiddy Contest Vol. 18 - 3 Wochen (9. November – 15. November, insgesamt 7 Wochen) - Nik P. – Bis ans Meer - 1 Woche (30. November – 6. Dezember) - Kiddy Contest Kids – Kiddy Contest Vol. 18 - 4 Wochen (7. Dezember 2012 – 10. Jänner 2013, insgesamt 7 Wochen) | - Kiddy Contest Kids – Kiddy Contest Vol. 18 - 4 Wochen (7. Dezember 2012 – 10. Jänner 2013, insgesamt 7 Wochen) - Die Grubertaler – Die größten Partyhits Volume IV - 1 Woche (11. Jänner – 27. Jänner) - Phil Blech Wien – Phil Blech Wien - 1 Woche (18. Jänner – 24. Jänner) - Andrea Berg – Abenteuer – 20 Jahre Andrea Berg - 4 Wochen (25. Jänner – 21. Februar, insgesamt 6 Wochen) - Kollegah und Farid Bang – Jung, brutal, gutaussehend 2 - 1 Woche (22. Februar – 28. Februar) - DJ Ötzi – Es ist Zeit - 1 Woche (1. März – 7. März) - Andrea Berg – Abenteuer – 20 Jahre Andrea Berg - 2 Wochen (8. März – 21. März, insgesamt 6 Wochen) - Chakuza – Magnolia - 1 Woche (22. März – 28. März) - Semino Rossi – Symphonie des Lebens - 3 Wochen (29. März – 18. April) - Lukas Plöchl – Lukas Plöchl - 1 Woche (19. April – 26. April) - Prinz Pi – Kompass ohne Norden - 1 Woche (26. April – 2. Mai) - Christina Stürmer – Ich hör auf mein Herz - 1 Woche (3. Mai – 9. Mai) - Die Edlseer – Jubiläumsgold - 1 Woche (10. Mai – 16. Mai) - Reinhard Mey – Dann mach's gut - 1 Woche (17. Mai – 23. Mai) - Rainhard Fendrich – Besser wirds nicht - 1 Woche (24. Mai – 30. Mai) - Beatrice Egli – Glücksgefühle - 1 Woche (31. Mai – 6. Juni) - Sportfreunde Stiller – New York, Rio, Rosenheim - 1 Woche (7. Juni – 13. Juni) - Xavier Naidoo – Bei meiner Seele - 1 Woche (14. Juni – 20. Juni) - Andreas Gabalier – Home Sweet Home - 1 Woche (21. Juni – 27. Juni, insgesamt 3 Wochen) - Die Amigos – Im Herzen jung - 1 Woche (28. Juni – 4. Juli) - Andreas Gabalier – Home Sweet Home - 1 Woche (5. Juli – 11. Juli, insgesamt 3 Wochen) - Die Seer – Dahoam - 2 Wochen (12. Juli – 25. Juli, insgesamt 4 Wochen) - Shindy – NWA - 1 Woche (26. Juli – 1. August) - Seer – Dahoam - 1 Woche (2. August – 8. August, insgesamt 4 Wochen) - Hansi Hinterseer – Heut’ ist Dein Tag - 1 Woche (9. August – 15. August, insgesamt 2 Wochen) - Seer – Dahoam - 1 Woche (16. August – 22. August, insgesamt 4 Wochen) - Hansi Hinterseer – Heut’ ist Dein Tag - 1 Woche (23. August – 29. August, insgesamt 2 Wochen) - Nazar – Fakker Lifestyle - 1 Woche (30. August – 4. September) - Y-Titty – Stricksocken Swagger - 1 Woche (5. September – 12. September) - Oliver Haidt – Mitten ins Herz - 1 Woche (13. September – 19. September) - Andrea Berg – Atlantis - 1 Woche (20. September – 10. Oktober) - Casper – Hinterland - 1 Woche (11. Oktober – 17. Oktober) - Helene Fischer – Farbenspiel - 3 Wochen (18. Oktober – 7. November, insgesamt 39 Wochen) - Kiddy Contest Kids – Kiddy Contest Vol. 19 - 3 Wochen (8. November – 28. November) - Helene Fischer – Farbenspiel - 2 Wochen (29. November – 12. November, insgesamt 39 Wochen) - Sido – 30-11-80 - 1 Woche (13. Dezember – 19. Dezember) - Helene Fischer – Farbenspiel - 4 Wochen (20. Dezember – 23. Jänner, insgesamt 39 Wochen) |

| 2014 | 2015 |
| --- | --- |
| - Helene Fischer – Farbenspiel - 4 Wochen (20. Dezember – 23. Jänner, insgesamt 37 Wochen) - Die Amigos – Unvergessene Schlager - 1 Woche (24. Jänner – 4. Februar) - Helene Fischer – Farbenspiel - 3 Wochen (5. Februar – 27. Februar, insgesamt 39 Wochen) - Bushido – Sonny Black - 1 Woche (28. Februar – 6. März) - Helene Fischer – Farbenspiel - 3 Wochen (7. März – 27. März, insgesamt 39 Wochen) - Farid Bang – Killa - 1 Woche (28. März – 3. April) - Helene Fischer – Farbenspiel - 6 Wochen (4. April – 15. Mai, insgesamt 39 Wochen) - Fantasy – Eine Nacht im Paradies - 1 Woche (16. Mai – 22. Mai) - Kollegah – King - 1 Woche (23. Mai – 30. Mai) - Helene Fischer – Farbenspiel - 2 Wochen (31. Mai – 12. Juni, insgesamt 39 Wochen) - Die Seer – Echt seerisch - 1 Wochen (13. Juni – 19. Juni) - Cro – Melodie - 1 Woche (20. Juni – 26. Juli, insgesamt 2 Wochen) - Nik P. – Löwenherz - 1 Woche (27. Juli – 3. Juli) - Cro – Melodie - 1 Woche (4. Juli – 10. Juli, insgesamt 2 Wochen) - Helene Fischer – Farbenspiel - 2 Wochen (11. Juli – 24. Juli, insgesamt 37 Wochen) - Nockalm Quintett – Du warst der geilste Fehler meines Lebens - 1 Woche (26. Juli – 31. Juli) - Helene Fischer – Farbenspiel - 1 Woche (30. Juli – 7. August, insgesamt 39 Wochen) - Die Amigos – Sommerträume - 1 Woche (8. August – 14. August) - Helene Fischer – Farbenspiel - 2 Wochen (15. August – 4. September, insgesamt 39 Wochen) - Nazar – Camouflage - 1 Woche (5. September – 11. September) - Die Seer – Live! Jubiläums Open Air in Grundlsee – wie a wilds Wossa - 1 Woche (12. September – 18. September) - Andreas Gabalier – Home Sweet Home - 1 Woche (19. September – 25. September, insgesamt 3 Wochen) - Helene Fischer – Farbenspiel - 4 Wochen (26. September – 23. Oktober, insgesamt 39 Wochen) - Shindy – FVCKB!TCHE$GETMONE¥ - 1 Woche (24. Oktober – 30. Oktober) - Udo Jürgens – und seine Gäste – Mitten im Leben – Das Tribute Album - 2 Wochen (31. Oktober – 13. November, insgesamt 4 Wochen) - Helene Fischer – Farbenspiel - 1 Woche (14. November – 20. November, insgesamt 39 Wochen) - Kiddy Contest Kids – Kiddy Contest Vol. 20 - 2 Wochen (21. November – 4. Dezember) - Herbert Grönemeyer – Dauernd jetzt - 2 Wochen (5. Dezember – 18. Dezember) - Helene Fischer – Farbenspiel - 1 Woche (19. Dezember – 1. Jänner, insgesamt 39 Wochen) | - Helene Fischer – Farbenspiel - 1 Woche (19. Dezember 2014 – 1. Jänner 2015, insgesamt 39 Wochen) - Unheilig – Gipfelstürmer - 1 Woche (2. Jänner – 8. Jänner) - Udo Jürgens – und seine Gäste – Mitten im Leben – Das Tribute Album - 2 Wochen (9. Jänner – 22. Jänner, insgesamt 4 Wochen) - Helene Fischer – Farbenspiel - 3 Wochen (23. Jänner – 12. Februar, insgesamt 39 Wochen) - Erste Allgemeine Verunsicherung – Werwolf-Attacke – Monsterball ist überall - 2 Wochen (13. Februar – 26. Februar, insgesamt 5 Wochen) - Bushido – Carlo Cokxxx Nutten 3 - 1 Woche (27. Februar – 5. März) - Erste Allgemeine Verunsicherung – Werwolf-Attacke – Monsterball ist überall - 1 Woche (6. März – 12. März, insgesamt 5 Wochen) - Bilderbuch – Schick Schock - 1 Woche (13. März – 19. März) - Ursprung Buam – Do ist der Wurm drin - ? Woche (20. März – 26. März) - Erste Allgemeine Verunsicherung – Werwolf-Attacke – Monsterball ist überall - 2 Wochen (27. März – 9. April, insgesamt 5 Wochen) - Udo Jürgens mit dem Pepe Lienhard Orchester – Das letzte Konzert Zürich 2014 – Live - 1 Woche (10. April – 16. April) - Frei.Wild – Opposition - 1 Woche (17. April – 23. April) - Die Seer – Fesch - 1 Woche (24. April – 30. April, insgesamt 2 Wochen) - SpongeBOZZ – Planktonweed Tape - 1 Woche (1. Mai – 8. Mai) - Die Seer – Fesch - 1 Woche (24. April – 30. April, insgesamt 3 Wochen) - SpongeBOZZ – Planktonweed Tape - 1 Woche (1. Mai – 8. Mai) - Seer – Fesch - 1 Woche (9. Mai – 14. Mai, insgesamt 3 Wochen) - Xatar – Baba aller Babas - 1 Woche (15. Mai – 21. Mai) - Genetikk – Achter Tag - 1 Woche (22. Mai – 29. Mai) - Andreas Gabalier – Mountain Man - 3 Wochen (30. Mai – 19. Juni) - (Verschiedene Interpreten) – Sing meinen Song – Das Tauschkonzert – Volume 2 - 1 Woche (20. Juni – 25. Juni, insgesamt 4 Wochen) - KC Rebell – Fata Morgana - 1 Woche (25. Juni – 2. Juli) - (Verschiedene Interpreten) – Sing meinen Song – Das Tauschkonzert – Volume 2 - 1 Woche (3. Juli – 9. Juli, insgesamt 4 Wochen) - Die Amigos – Santiago Blue - 1 Woche (10. Juli – 16. Juli) - Cro – MTV Unplugged: Cro - 1 Woche (17. Juli – 23. Juli, insgesamt 2 Wochen) - (Verschiedene Interpreten) – Sing meinen Song – Das Tauschkonzert – Volume 2 - 1 Woche (24. Juli – 6. August, insgesamt 4 Wochen) - Marc Pircher – Leider zu gefährlich - 1 Woche (7. August – 13. August) - Cro – MTV Unplugged: Cro - 1 Woche (14. August – 21. August, insgesamt 2 Wochen) - Seer – Fesch - 1 Woche (22. August – 27. August, insgesamt 3 Wochen) - Dame – Lebendig begraben - 1 Woche (28. August – 3. September) - Sarah Connor – Muttersprache - 1 Woche (4. September – 10. September) - Sido – VI - 1 Woche (18. September – 24. Oktober) - Oliver Haidt – Liebe pur - 1 Woche (25. September – 1. Oktober) - Helene Fischer – Farbenspiel - 2 Wochen (2. Oktober – 15. Oktober, insgesamt 39 Wochen) - Wanda – Bussi - 5 Wochen (16. Oktober – 19. November) - Bushido & Shindy – Cla$$ic - 1 Woche (20. November – 26. November) - Helene Fischer & the Royal Philharmonic Orchestra – Weihnachten - 6 Wochen (27. November – 14. Jänner, insgesamt 9 Wochen) |

| 2016 | 2017 |
| --- | --- |
| - Helene Fischer & the Royal Philharmonic Orchestra – Weihnachten - 6 Wochen (27. November – 14. Jänner, insgesamt 9 Wochen) - Seiler und Speer – Ham kummst - 7 Wochen (18. Jänner – 3. März, insgesamt 10 Wochen) - Fantasy – Freudensprünge - 2 Wochen (4. März – 17. März) - Seiler und Speer – Ham kummst - 2 Wochen (18. März – 31. März, insgesamt 10 Wochen) - AnnenMayKantereit – Alles nix Konkretes - 1 Woche (1. April – 7. April) - Seiler und Speer – Ham kummst - 1 Woche (8. April – 14. April, insgesamt 10 Wochen) - Xavier Naidoo – Nicht von dieser Welt 2 - 1 Woche (15. April – 21. April) - Andrea Berg – Seelenbeben - 1 Woche (22. April – 28. April, insgesamt 2 Wochen) - Nockalm Quintett – Wonach sieht’s denn aus? - 1 Woche (29. April – 5. Mai) - Christina Stürmer – Seite an Seite - 1 Woche (6. Mai – 12. Mai) - Die Seer – 20 Jahre – Nur das Beste! - 1 Woche (13. Mai – 19. Mai, insgesamt 3 Wochen) - Andrea Berg – Seelenbeben - 1 Woche (20. Mai – 26. Mai, insgesamt 2 Wochen) - Nazar – Irreversibel - 1 Woche (27. Mai – 2. Juni) - Seer – 20 Jahre – Nur das Beste! - 1 Woche (3. Juni – 9. Juni, insgesamt 3 Wochen) - Kontra K – Labyrinth - 1 Woche (10. Juni – 16. Juni) - Seyed – Engel mit der AK - 1 Woche (17. Juni – 23. Juni) - Chakuza – Noah - 1 Woche (24. Juni – 30. Juni) - Seer – 20 Jahre – Nur das Beste! - 1 Woche (1. Juli – 7. Juli, insgesamt 3 Wochen) - Calimeros – Schiff ahoi - 1 Woche (15. Juli – 21. Juli) - Nik P. – Da oben #16 - 2 Wochen (22. Juli – 4. August) - Die Amigos – Wie ein Feuerwerk - 3 Wochen (5. August – 25. August) - Coup – Der Holland Job - 1 Woche (26. August – 1. September) - Die Lochis – #Zwilling - 1 Woche (2. September – 8. September) - Beginner – Advanced Chemistry - 1 Woche (9. September – 15. September) - Fler – Vibe - 1 Woche (16. September – 22. September) - Dame – Straßenmusikant - 1 Woche (23. September – 29. September) - Kastelruther Spatzen – Die Sonne scheint für alle - 1 Woche (30. September – 6. Oktober) - Bonez MC & RAF Camora – Palmen aus Plastik - 1 Woche (7. Oktober – 13. Oktober) - Voodoo Jürgens – Ansa Woar - 1 Woche (14. Oktober – 20. Oktober) - Rainhard Fendrich – Schwarzoderweiss - 2 Wochen (21. Oktober – 3. November) - Kiddy Contest Kids – Kiddy Contest Vol. 22 - 1 Woche (4. November – 10. November) - Böhse Onkelz – Memento - 1 Woche (11. November – 16. November) - Die Seer – Duette … bei uns dahoam! - 1 Woche (17. November – 24. November) - Sido – Das goldene Album - 1 Woche (2. Dezember – 8. Dezember) - Andreas Gabalier – MTV Unplugged - 1 Woche (9. Dezember – 15. Dezember, insgesamt 2 Wochen) - Helene Fischer & the Royal Philharmonic Orchestra – Weihnachten - 1 Woche (16. Dezember – 22. Dezember, insgesamt 3 Wochen) - Kollegah – Imperator - 1 Woche (23. Dezember – 29. Dezember) | - Helene Fischer & the Royal Philharmonic Orchestra – Weihnachten - 1 Woche (6. Jänner – 12. Jänner, insgesamt 3 Wochen) - Andreas Gabalier – MTV Unplugged - 1 Woche (13. Jänner – 19. Jänner, insgesamt 2 Wochen) - Klubbb3 – Jetzt geht's richtig los! - 3 Wochen (20. Jänner – 9. Februar, insgesamt 4 Wochen) - Turbobier – Das neue Festament - 1 Woche (10. Februar – 16. Februar) - Capital Bra – Makarov Komplex - 1 Woche (17. Februar – 23. Februar) - Klubbb3 – Jetzt geht's richtig los! - 1 Woche (24. Februar – 2. März, insgesamt 4 Wochen) - Maxwell – Auf!Keinen!Fall! - 1 Woche (7. April – 13. April) - Andy Borg – Cara Mia - 1 Woche (14. April – 20. April) - Seiler und Speer – und weida? - 3 Wochen (21. April – 11. Mai) - Kontra K – Gute Nacht - 1 Woche (12. Mai – 18. Mai) - Die Toten Hosen – Laune der Natur - 1 Woche (19. Mai – 25. Mai) - Helene Fischer – Helene Fischer - 4 Wochen (26. Mai – 22. Juni, insgesamt 7 Wochen) - Bushido – Black Friday - 1 Woche (23. Juni – 29. Juni) - KC Rebell & Summer Cem – Maximum - 1 Woche (30. Juni – 6. Juli) - Semino Rossi – Ein Teil von mir - 2 Wochen (7. Juli – 20. Juli) - Helene Fischer – Helene Fischer - 1 Woche (21. Juli – 27. Juli, insgesamt 7 Wochen) - 187 Strassenbande – Sampler 4 - 2 Wochen (28. Juli – 10. August) - Nockalm Quintett – In der Nacht - 2 Wochen (11. August – 31. August) - Oliver Haidt – Der Ruf meines Herzens - 1 Woche (1. September – 7. September) - RAF Camora – Anthrazit - 1 Woche (8. September – 14. September) - Pizzera & Jaus – Unerhört solide - 1 Woche (15. September – 21. September) - Cro – tru. - 1 Woche (22. September – 28. September) - Andrea Berg – 25 Jahre Abenteuer Leben - 1 Woche (29. September – 5. Oktober) - Nik P. – Ohne wenn und aber - 1 Woche (6. Oktober – 12. Oktober) - Savas & Sido – Royal Bunker - 1 Woche (13. Oktober – 19. Oktober) - Wanda – Niente - 2 Wochen (20. Oktober – 2. November, insgesamt 3 Wochen) - Kiddy Contest Kids – Kiddy Contest Vol. 23 - 1 Woche (3. November – 9. November) - Die Seer – Des Olls is Hoamat - 1 Woche (10. November – 16. November) - Dame – Zukunftsmusik - 1 Woche (17. November – 23. November) - Sa4 – Neue deutsche Quelle - 1 Woche (24. November – 30. November) - Simone Sommerland, Karsten Glück und die Kita-Frösche – Die 30 besten Weihnachts- und Winterlieder - 1 Woche (1. Dezember – 7. Dezember) - Mark Forster – Tape - 1 Woche (8. Dezember – 14. Dezember) - Kollegah & Farid Bang – Jung Brutal Gutaussehend 3 - 1 Woche (15. Dezember – 21. Dezember) - Austria 3 – Zwanzig - 1 Woche (22. Dezember – 28. Dezember) |

| 2018 | 2019 |
| --- | --- |
| - Helene Fischer & the Royal Philharmonic Orchestra – Weihnachten - 1 Woche (5. Jänner – 11. Jänner, insgesamt 2 Wochen) - Die Grubertaler – Die größten Party Hits – Volume IX - 2 Wochen (12. Jänner – 25. Jänner) - Klubbb3 – Wir werden immer mehr! - 1 Woche (26. Jänner – 1. Februar) - Mike Singer – Deja Vu - 1 Woche (2. Februar – 8. Februar) - Die jungen Zillertaler – PartyKracher – Die größten Hits der JuZis - 1 Woche (9. Februar – 15. Februar, insgesamt 2 Wochen) - Falco – Falco Coming Home – The Tribute Donauinselfest 2017 - 1 Woche (16. Februar – 22. Februar) - Die jungen Zillertaler – PartyKracher – Die größten Hits der JuZis - 1 Woche (23. Februar – 1. März, insgesamt 2 Wochen) - Helene Fischer – Helene Fischer - 1 Woche (2. März – 8. März, insgesamt 7 Wochen) - Simone & Charly Brunner – Wahre Liebe - 1 Woche (9. März – 15. März) - Olexesh – Rolexesh - 1 Woche (16. März – 22. März) - Fantasy – Das Beste von Fantasy – Das große Jubiläumsalbum mit allen Hits! - 1 Woche (13. März – 19. März, insgesamt 2 Wochen) - Frei.Wild – Rivalen und Rebellen - 1 Woche (20. März – 5. April) - Fantasy – Das Beste von Fantasy – Das große Jubiläumsalbum mit allen Hits! - 1 Woche (6. April – 12. April, insgesamt 2 Wochen) - Azet – Fast Life - 1 Woche (13. April – 19. April) - Wanda – Niente - 1 Woche (20. April – 26. April, insgesamt 3 Wochen) - Ufo361 – 808 - 1 Woche (27. April – 3. Mai) - Marc Pircher – Laut und... - 1 Woche (4. Mai – 10. Mai) - Helene Fischer – Helene Fischer - 1 Woche (11. Mai – 17. Mai, insgesamt 7 Wochen) - Die Edlseer – 25 Jahre – Owa heit do gemma feiern - 1 Woche (18. Mai – 24. Mai) - Kontra K – Erde & Knochen - 1 Woche (25. Mai – 31. Mai) - Rainhard Fendrich – Für immer a Wiener – Live und akustisch - 1 Woche (1. Juni – 7. Juni) - Gzuz – Wolke 7 - 1 Woche (8. Juni – 14. Juni) - Andreas Gabalier – Vergiss mein nicht - 3 Wochen (15. Juni – 5. Juli) - Capital Bra – Berlin lebt - 2 Wochen (6. Juli – 19. Juli) - Die jungen Zillertaler – Obercool im Haifischpool - 1 Woche (20. Juli – 26. Juli, insgesamt 2 Wochen) - Die Amigos – 110 Karat - 1 Woche (27. Juli – 2. August, insgesamt 2 Wochen) - Die Jungen Zillertaler – Obercool im Haifischpool - 1 Woche (3. August – 9. August, insgesamt 2 Wochen) - Die Amigos – 110 Karat - 1 Woche (10. August – 16. August, insgesamt 2 Wochen) - Vanessa Mai – Schlager - 1 Woche (17. August – 23. August) - Kollegah & Farid Bang – Platin war gestern - 1 Woche (24. August – 30. August) - Ufo361 – VVS - 1 Woche (31. August – 7. September) - Andy Borg – Jugendliebe – Unvergessene Schlage - 2 Wochen (7. September – 20. September) - Die Lochis – #whatislife - 1 Woche (21. September – 27. September) - Die Draufgänger – #Hektarparty - 1 Woche (28. September – 4. Oktober) - Christina Stürmer – Überall zu Hause - 1 Woche (5. Oktober – 11. Oktober) - Bushido – Mythos - 1 Woche (12. Oktober – 18. Oktober) - Bonez MC & RAF Camora – Palmen aus Plastik 2 - 4 Wochen (19. Oktober – 15. November, insgesamt 5 Wochen) - Ina Regen – Klee - 1 Woche (16. November – 22. November) - Herbert Grönemeyer – Tumult - 4 Wochen (23. November – 20. Dezember, insgesamt 5 Wochen) - Kollegah – Monument - 1 Woche (21. Dezember – 27. Dezember) | - Herbert Grönemeyer – Tumult - 1 Woche (1. Jänner – 10. Jänner, insgesamt 5 Wochen) - Die Grubertaler – Die größten Party Hits – Volume X - 1 Woche (11. Jänner – 17. Jänner) - DJ Ötzi – 20 Jahre DJ Ötzi – Party ohne Ende - 1 Woche (18. Jänner – 24. Jänner, insgesamt 2 Wochen) - Melissa Naschenweng – Wirbelwind - 2 Wochen (25. Jänner – 14. Februar) - Dendemann – Da nich für! - 1 Woche (8. Februar – 14. Februar) - Hannah – Kinder vom Land - 1 Woche (15. Februar – 22. Februar) - Kool Savas – KKS - 1 Woche (23. Februar – 28. Februar) - Bonez MC & RAF Camora – Palmen aus Plastik 2 - 1 Woche (1. März – 7. März, insgesamt 5 Wochen) - Bilderbuch – Vernissage My Heart - 1 Woche (8. März – 14. März) - SDP – Die unendlichste Geschichte - 1 Woche (15. März – 21. März) - Azet & Zuna – Super Plus - 1 Woche (22. März – 28. März) - Mero – Ya Hero Ya Mero - 2 Wochen (29. März – 11. April) - Fler – Colucci - 1 Woche (12. April – 18. April) - Andrea Berg – Mosaik - 1 Woche (19. April – 25. April, insgesamt 5 Wochen) - Capital Bra – CB6 - 1 Woche (26. April – 2. Mai, insgesamt 2 Wochen) - Andrea Berg – Mosaik - 2 Wochen (3. Mai – 9. Mai, insgesamt 4 Wochen) - Capital Bra – CB6 - 1 Woche (10. Mai – 16. Mai, insgesamt 2 Wochen) - Andrea Berg – Mosaik - 2 Wochen (17. Mai – 30. Mai, insgesamt 5 Wochen) - Rammstein – Unbetitelt - 2 Wochen (31. Mai – 13. Juni) - Sarah Connor – Herz Kraft Werke - 4 Wochen (14. Juni – 11. Juli) - LX & Maxwell – Obststand 2 - 1 Woche (12. Juli – 18. Juli) - Semino Rossi – So ist das Leben - 1 Woche (19. Juli – 25. Juli) - Shindy – Drama - 1 Woche (26. Juli – 1. August) - Nockis – Für ewig - 1 Woche (2. August – 8. August) - Seiler und Speer – Für immer - 2 Wochen (9. August – 22. August) - Die jungen Zillertaler – MegaGeil im Juzi Style - 3 Wochen (23. August – 12. September) - Pizzera & Jaus – Wer nicht fühlen will, muss hören - 1 Woche (13. September – 19. September) - Wanda – Ciao! - 1 Woche (20. September – 26. September) - Andreas Gabalier – Best of Volks-Rock’n’Roller - 1 Woche (27. September – 3. Oktober) - Rainhard Fendrich – Starkregen - 1 Woche (4. Oktober – 10. Oktober) - Sido – Ich und keine Maske - 1 Woche (11. Oktober – 17. Oktober) - Capital Bra & Samra – Berlin lebt 2 - 2 Wochen (18. Oktober – 31. Oktober) - Kiddy Contest Kids – Kiddy Contest Vol. 25 - 1 Wochen (1. November – 7. November) - Die Toten Hosen – Alles ohne Strom - 1 Woche (8. November – 14. November) - RAF Camora – Zenit - 2 Wochen (15. November – 28. November, insgesamt 5 Wochen) - Die Seer – Analog - 2 Wochen (29. November – 12. Dezember) - Erste Allgemeine Verunsicherung – 1000 Jahre EAV live – Der Abschied - 2 Wochen (13. Dezember – 26. Dezember) |

| 2020 | 2021 |
| --- | --- |
| - DJ Ötzi – 20 Jahre DJ Ötzi – Party ohne Ende - 1 Woche (3. Jänner – 9. Jänner, insgesamt 2 Wochen) - (Soundtrack) – Frozen II - 1 Woche (10. Jänner – 16. Jänner) - Daniela Alfinito – Liebes-Tattoo - 1 Woche (17. Jänner – 23. Jänner) - RAF Camora – Zenit - 1 Woche (24. Jänner – 30. Jänner, insgesamt 5 Wochen) - Die Draufgänger – Grün - 1 Woche (31. Jänner – 6. Februar) - RAF Camora – Zenit - 2 Wochen (7. Februar – 20. Februar, insgesamt 5 Wochen) - Die Amigos – 50 Jahre: Unsere Schlager von damals - 1 Woche (21. Februar – 27. Februar) - Gzuz – Gzuz - 2 Wochen (28. Februar – 12. März) - Böhse Onkelz – Böhse Onkelz - 2 Wochen (13. März – 26. März) - Haze – Brot & Spiele - 1 Woche (27. März – 2. April) - Pietro Lombardi – Lombardi - 1 Woche (3. April – 8. April) - Fler – Atlantis - 1 Woche (9. April – 16. April) - Kianush & PA Sports – Crossover - 1 Woche (17. April – 23. April) - Ramon Roselly – Herzenssache - 1 Woche (24. April – 30. April, insgesamt 2 Wochen) - Samra – Jibrail & Iblis - 1 Woche (1. Mai – 7. Mai) - Ufo361 – Rich Rich - 1 Woche (8. Mai – 14. Mai) - Ramon Roselly – Herzenssache - 1 Woche (15. Mai – 23. Mai, insgesamt 2 Wochen) - Andrea Berg – Mosaik - 1 Woche (22. Mai – 28. Mai, insgesamt 5 Wochen) - Calimeros – Sommer, Sonne, Honolulu - 1 Woche (29. Mai – 4. Juni) - Verschiedene Interpreten – Sing meinen Song – Das Weihnachtskonzert Vol. 7 - 1 Woche (5. Juni – 11. Juni) - Reinhard Mey – Das Haus an der Ampel - 1 Woche (12. Juni – 18. Juni) - Thomas Anders & Florian Silbereisen – Das Album - 2 Wochen (19. Juni – 2. Juli) - Nockis – Alles Hits! - 3 Wochen (3. Juli – 30. Juli) - Die Amigos – Tausend Träume - 1 Woche (24. Juli – 30. Juli) - Fäaschtbänkler – Wir sehn uns wieder - 1 Woche (31. Juli – 6. August) - Fantasy – 10.000 bunte Luftballons - 1 Woche (7. August – 13. August) - Apache 207 – Treppenhaus - 1 Woche (14. August – 20. August) - Julian le Play – Tandem - 1 Woche (21. August – 27. August) - RAF Camora – Zukunft - 1 Woche (28. August – 3. September) - AK Ausserkontrolle – A.S.S.N. 2 - 1 Woche (4. September – 10. September) - Hubert von Goisern – Zeiten und Zeichen - 2 Wochen (11. September – 24. September) - Bonez MC – Hollywood - 1 Woche (25. September – 1. Oktober, insgesamt 2 Wochen) - Capital Bra – CB7 - 1 Woche (2. Oktober – 8. Oktober) - Kontra K – Vollmond - 1 Woche (9. Oktober – 15. Oktober) - Ufo361 – Nur für dich - 1 Woche (16. Oktober – 22. Oktober) - Kastelruther Spatzen – Liebe für die Ewigkeit - 1 Woche (23. Oktober – 29. Oktober) - KC Rebell x Summer Cem – Maximum III - 1 Woche (30. Oktober – 5. November) - Die Ärzte – Hell - 1 Woche (6. November – 12. November) - Melissa Naschenweng – LederHosenRock - 3 Wochen (13. November – 3. Dezember) - Andreas Gabalier – A Volks-Rock’n’Roll Christmas - 4 Wochen (4. Dezember – 7. Jänner) | - Andreas Gabalier – A Volks-Rock’n’Roll Christmas - 4 Wochen (4. Dezember – 7. Jänner) - Helene Fischer – Die Helene Fischer Show – Meine schönsten Momente Vol. 1 - 1 Woche (8. Jänner – 14. Jänner) - Bonez MC – Hollywood - 1 Woche (15. Jänner – 21. Jänner, insgesamt 2 Wochen) - Daniela Alfinito – Splitter aus Glück - 1 Woche (22. Jänner – 28. Jänner) - LX – Inhale/Exhale - 1 Woche (29. Jänner – 5. Februar) - Asche x Kollegah – Natural Born Killas - 1 Woche (5. Februar – 11. Februar) - Katja Krasavice – Eure Mami - 1 Woche (12. Februar – 18. Februar) - Andrea Berg – In Liebe – Ihre schönsten Liebeslieder - 1 Woche (19. Februar – 25. Februar) - Peter Alexander – Peter – Unvergesslich – seine größten Hits & Schlager - 1 Woche (26. Februar – 4. März, insgesamt 3 Wochen) - Kool Savas – Aghori - 1 Woche (5. März – 11. März) - Peter Alexander – Peter – Unvergesslich – seine größten Hits & Schlager - 2 Wochen (12. März – 25. März, insgesamt 3 Wochen) - Ina Regen – Rot - 1 Woche (26. März – 2. April, insgesamt 2 Wochen) - Maite Kelly – Hello! - 1 Woche (2. April – 8. April, insgesamt 2 Wochen) - Ina Regen – Rot - 1 Woche (9. April – 15. April, insgesamt 2 Wochen) - Maite Kelly – Hello! - 1 Woche (16. April – 22. April, insgesamt 2 Wochen) - Giovanni Zarrella – Ciao! - 2 Wochen (23. April – 6. Mai, insgesamt 2 Wochen) - Samra – Rohdiamant - 1 Woche (7. Mai – 13. Mai) - Ufo361 – Stay High - 1 Woche (14. Mai – 20. Mai) - Wincent Weiss – Vielleicht irgendwann - 1 Woche (21. Mai – 27. Mai) - 187 Strassenbande – Sampler 5 - 1 Woche (28. Mai – 3. Juni) - Kontra K – Aus dem Licht in den Schatten zurück - 1 Woche (4. Juni – 10. Juni) - K.I.Z – Rap über Hass - 1 Woche (11. Juni – 17. Juni) - Monika Martin – 25 Jahre – Ihre größten Erfolge - 1 Woche (18. Juni – 24. Juni) - Buntspecht – Spring bevor du fällst - 1 Woche (25. Juni – 1. Juli) - Calimeros – Bahama Sunshine - 1 Woche (2. Juli – 8. Juli) - Kastelruther Spatzen – HeimatLiebe - 1 Woche (9. Juli – 15. Juli) - Nik P. – Seelenrausch - 1 Woche (16. Juli – 22. Juli) - Amigos – Freiheit - 1 Woche (23. Juli – 19. Juli) - RAF Camora – Zukunft - 6 Wochen (30. Juli – 9. September, insgesamt 9 Wochen) - Beatrice Egli – Alles was du brauchst - 1 Woche (10. September – 16. September) - Ufo361 – Destroy All Copies - 1 Woche (17. September – 23. September) - RAF Camora – Zukunft - 2 Wochen (24. September – 7. Oktober, insgesamt 9 Wochen) - Die Ärzte – Dunkel - 1 Woche (8. Oktober – 14. Oktober) - RAF Camora – Zukunft - 1 Woche (15. Oktober – 21. Oktober, insgesamt 9 Wochen) - Die Grubertaler – Echte Schlager – Die große Fete – Vol. II - 1 Woche (22. Oktober – 28. Oktober) - Helene Fischer – Rausch - 3 Wochen (29. Oktober – 18. November, insgesamt 10 Wochen) - Erste Allgemeine Verunsicherung – EAVliche Weihnachten – Ihr Sünderlein kommet - 1 Woche (19. November – 25. November) - Helene Fischer – Rausch - 1 Woche (26. Oktober – 3. Dezember, insgesamt 10 Wochen) - Shirin David – Bitches brauchen Rap - 1 Woche (3. Dezember – 9. Dezember) - Howard Carpendale & The Royal Philharmonic Orchestra – Happy Christmas - 1 Woche (10. Dezember – 16. Dezember) - Helene Fischer – Rausch - 4 Wochen (17. Dezember – 17. Jänner, insgesamt 10 Wochen) |

| 2022 | 2023 |
| --- | --- |
| - Helene Fischer – Rausch - 4 Wochen (17. Dezember – 17. Jänner, insgesamt 10 Wochen) - Daniela Alfinito – Löwenmut - 1 Woche (18. Jänner – 24. Jänner) - Gzuz – Große Freiheit - 1 Woche (25. Jänner – 31. Jänner) - Nockis – Ich will dich - 1 Woche (1. Februar – 7. Februar, insgesamt 2 Wochen) - Edmund – Fein - 1 Woche (8. Februar – 14. Februar) - Falco – The Sound of Musik – The Greatest Hits - 1 Woche (15. Februar – 21. Februar) - Katja Krasavice – Pussy Power - 1 Woche (22. Februar – 28. Februar) - Fantasy – Lieder unseres Lebens - 1 Woche (1. März – 7. März) - Casper – Alles war schön und nichts tat weh - 1 Woche (8. März – 14. März) - Nockis – Ich will dich - 1 Woche (15. März – 21. März, insgesamt 2 Wochen) - Wolfgang Ambros – Für immer jung – Das Beste aus 50 Jahren - 1 Woche (22. März – 28. März) - Semino Rossi – Heute hab ich Zeit für dich - 3 Wochen (29. März – 18. April) - Bilderbuch – Gelb ist das Feld - 2 Wochen (19. April – 2. Mai) - Kurt Ostbahn – Ois wosd brauchst - 1 Woche (3. März – 9. März) - Rammstein – Zeit - 7 Wochen (10. März – 27. Juni, insgesamt 10 Wochen) - Andreas Gabalier – Ein neuer Anfang - 1 Woche (28. Juni – 4. Juli) - Rammstein – Zeit - 3 Wochen (5. Juli – 25. Juli, insgesamt 10 Wochen) - Farid Bang & Capital Bra – Deutschrap brandneu - 1 Woche (26. Juli – 1. August) - Die Amigos – Liebe siegt - 1 Woche (2. August – 8. August) - Andrea Berg – Ich würd’s wieder tun - 2 Wochen (9. August – 22. August) - Cro – 11:11 - 1 Woche (23. August – 29. August) - Die jungen Zillertaler – Tiroler Luft - 2 Wochen (30. August – 13. September) - Roland Kaiser – Perspektiven - 1 Woche (13. September – 19. September) - Bonez MC & RAF Camora – Palmen aus Plastik III - 3 Wochen (20. September – 10. Oktober) - Melissa Naschenweng – Glück - 3 Wochen (11. Oktober – 31. Oktober) - Helene Fischer – Rausch - 2 Wochen (1. November – 14. November, insgesamt 10 Wochen) - Nockis – 40 - 1 Woche (15. November – 21. November) - Pizzera & Jaus – Comedian Rhapsody - 1 Woche (22. November – 28. November) - Die Seer – Stad - 3 Wochen (29. November – 19. Dezember) - Sido – Paul - 1 Woche (20. Dezember – 2. Jänner) | - Sido – Paul - 1 Woche (20. Dezember – 2. Jänner) - Udo Jürgens – Da capo – Stationen einer Weltkarriere - 2 Wochen (3. Jänner – 16. Jänner) - Daniela Alfinito – Grenzenlos - 1 Woche (17. Jänner – 23. Jänner) - Fantasy – Mitten im Feuer - 1 Woche (24. Jänner – 30. Jänner) - Die Amigos – Best of - 1 Woche (31. Jänner – 6. Februar) - Falco – Einzelhaft - 2 Wochen (7. Februar – 20. Februar, insgesamt 6 Wochen) - Falco – Out of the Dark (Into the Light) - 1 Woche (21. Februar – 27. Februar, insgesamt 5 Wochen) - Deichkind – Neues vom Dauerzustand - 1 Woche (28. Februar – 6. Februar) - Nina Chuba – Glas - 1 Woche (7. März – 13. März) - Ufo361 – Love My Life - 1 Woche (14. März – 20. März) - AnnenMayKantereit – Es ist Abend und wir sitzen bei mir - 1 Woche (21. März – 27. März) - Trettmann – Insomnia - 1 Woche (28. März – 3. April) - Herbert Grönemeyer – Das ist los - 2 Wochen (4. April – 17. April) - Element of Crime – Morgens um vier - 1 Woche (18. April – 24. April) - Herbert Grönemeyer – Das ist los - 1 Woche (25. April – 1. Mai, insgesamt 3 Wochen) - Maite Kelly – Love, Maite – Das Beste … bis jetzt - 1 Woche (2. Mai – 8. Mai) - Gzuz & Bonez MC – High & hungrig 3 - 2 Wochen (9. Mai – 22. Mai) - Reezy – Mr. Misunderstood - 1 Woche (23. Mai – 29. Mai) - Andy Borg – Fern von Daheim - 1 Woche (30. Mai – 5. Juni) - Peter Fox – Love Songs - 2 Wochen (6. Juni – 19. Juni) - Apache 207 – Gartenstadt - 1 Woche (20. Juni – 26. Juni) - Shindy – In meiner Blüte - 1 Woche (27. Juni – 4. Juli) - RAF Camora – XV - 9 Wochen (4. Juli – 4. September, insgesamt 10 Wochen) - Ayliva – Schwarzes Herz - 1 Woche (5. September – 11. September, insgesamt 5 Wochen) - Die Draufgänger – Mädchen & Mädchen - 1 Woche (12. September – 18. September) - RAF Camora – XV - 1 Woche (19. Juli – 25. September, insgesamt 10 Wochen) - Ayliva – Schwarzes Herz - 1 Woche (26. September – 2. Oktober, insgesamt 5 Wochen) - Josh. – Reparatur - 1 Woche (3. Oktober – 9. Oktober) - Ayliva – Schwarzes Herz - 1 Woche (10. Oktober – 16. Oktober, insgesamt 5 Wochen) - Chris Steger – Koa Garantie - 2 Wochen (17. Oktober – 30. Oktober) - Ayliva – Schwarzes Herz - 1 Woche (31. Oktober – 6. November, insgesamt 5 Wochen) - Ski Aggu – Denk mal drüber nach… - 1 Woche (7. November – 13. November) - Rudy Giovannini – Alles Gute - 1 Woche (14. November – 20. November) - Kontra K – Die Hoffnung klaut mir niemand - 1 Woche (21. November – 27. November) - Die Seer – Ausklang - 5 Wochen (28. November – 8. Jänner 2024) |

| 2024 | 2025 |
| --- | ---- |
| - Die Seer – Ausklang - 5 Wochen (28. November 2023 – 8. Jänner) - Ayliva – Schwarzes Herz - 1 Woche (9. Jänner – 15. Jänner, insgesamt 5 Wochen) - Daniela Alfinito – Einfach echt - 1 Woche (16. Jänner – 22. Jänner) - Jazeek – Ninetynine - 1 Woche (23. Jänner – 29. Jänner) - Fantasy – Phönix aus der Asche - 1 Woche (30. Jänner – 5. Februar) - Oliver Haidt – Komet - 1 Woche (6. Februar – 12. Februar) - Hansi Hinterseer – Schön, dass es dich gibt - 1 Woche (13. Februar – 19. Februar) - Luciano – Seductive - 1 Woche (20. Februar – 26. Februar) - Ina Regen & Das Tonkünstler-Orchester – Was ma heut net träumen - 2 Wochen (27. Februar – 11. März) - Beatrice Egli – Balance - 1 Woche (12. März – 18. März) - Paula Hartmann – Kleine Feuer - 1 Woche (19. März – 25. März) - Christina Stürmer – MTV Unplugged in Wien - 1 Woche (26. März – 1. April) - Alligatoah – Off - 1 Woche (2. April – 8. April) - Maite Kelly – Nur Liebe - 1 Woche (9. April – 15. April) - Aut of Orda – Das Empörium schlägt zurück - 1 Woche (16. April – …) |      |

## Erfolgreichste Interpreten ab 1970
Folgende Interpreten erreichten bislang am häufigsten den Spitzenplatz der deutschsprachigen Alben in den österreichischen Charts:
- 21:  Rainhard Fendrich
- 20:  Kiddy Contest Kids und  Kastelruther Spatzen
- 19:  Nockalm Quintett/Nockis
- 17:  Die Amigos und  Die Seer
- 16:  Wolfgang Ambros
- 15:  Erste Allgemeine Verunsicherung und  Falco
- 14:  Herbert Grönemeyer
- 12:  Andrea Berg,  Hansi Hinterseer und  Die Schlümpfe
- 11:  Andreas Gabalier
- 10:  Christina Stürmer
- 09:  Die Ärzte,  Semino Rossi,  S.T.S.,  Udo Jürgens und  Sido
- 08:  Bushido,  DJ Ötzi und  Kurt Ostbahn
- 07:  Fantasy,  Helene Fischer  Kollegah,  Nik P.,  Die Toten Hosen,  Rammstein und  Ufo361
- 06:  Kontra K,  Marc Pircher,  Otto,  Peter Alexander und  RAF Camora
- 05:  Daniela Alfinito,  Bonez MC,  Cro,  Farid Bang und  Xavier Naidoo

### Rainhard Fendrich

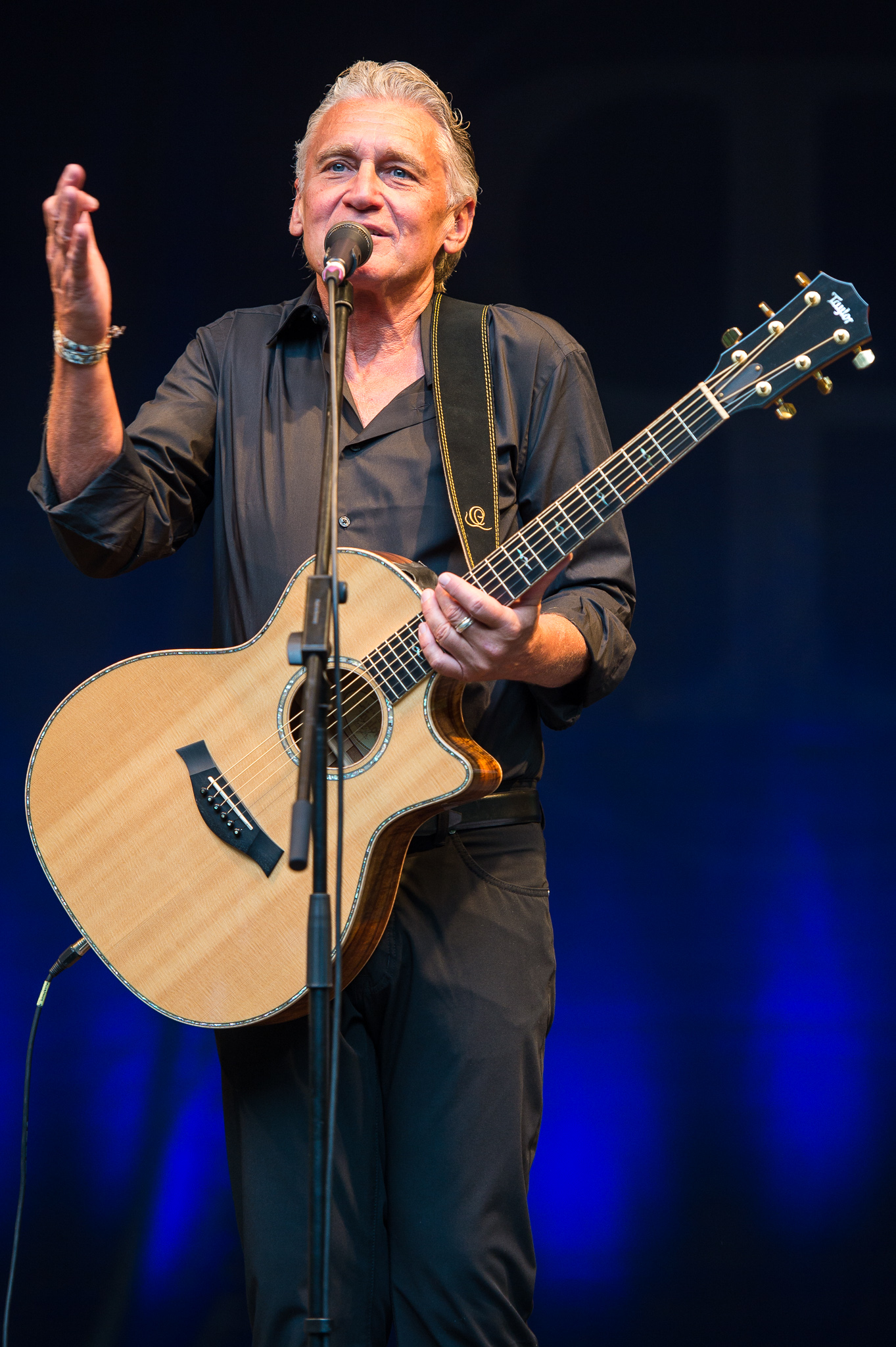
Rainhard Fendrich (2015)

- Und alles is ganz anders word’n – (2 Wochen; 1. Dezember – 14. Dezember 1981, 15. März – 31. März 1982)
- Zwischen eins und vier – (6 Wochen; 1. November – 14. Dezember 1982)
- Open Air – (4 Wochen; 1. November – 14. November 1983)(mit Wolfgang Ambros)
- Wien bei Nacht – (24 Wochen; 1. März – 14. August, 1. September – 14. September 1985)
- Kein schöner Land – (10 Wochen; 15. Oktober – 14. November 1986, 15. März – 31. März, 15. April – 31. April, 15. Mai – 31. Mai, 1. August – 14. August 1987)
- Rainhard Fendrich’s Hitparade – (2 Wochen; 15. August – 31. August 1987)
- Voller Mond – (2 Wochen; 1. April – 14. April 1988)
- Das Konzert – (4 Wochen; 15. Mai – 14. Juni 1989)
- Von Zeit zu Zeit – (9 Wochen; 15. November – 14. Dezember 1989, 14. Jänner – 20. Jänner, 28. Jänner – 3. Februar 1990, 13. Jänner – 2. Februar 1991)
- Nix is fix – (10 Wochen; 6. Oktober – 7. Dezember, 1991 8. März – 14. März, 13. April – 18. April 1992)
- Wiener Festwochen – (6 Wochen; 26. Juli – 5. September 1992) (mit Wiener Symphoniker)
- Brüder – (3 Wochen; 10. Oktober – 30. Oktober, 7. November – 13. November, 21. November – 27. November 1993)
- Recycled – (2 Wochen; 19. Februar – 4. März, 12. März – 25. März, 2. April – 8. April 1995)
- Blond – (7 Wochen; 4. Mai – 21. Juni 1997)
- Männersache – (16 Wochen; 1. Juli – 6. Oktober, 14. Oktober – 27. Oktober 2001)
- Hier + Jetzt – (4 Wochen; 3. Februar – 2. März 2006)
- Meine Zeit – (4 Wochen; 8. Oktober – 4. November 2010)
- Besser wirds nicht – (1 Woche; 24. Mai – 30. Mai 2013)
- Schwarzoderweiss – (2 Wochen; 21. Oktober – 3. November 2016)
- Für immer a Wiener – Live und akustisch – (1 Woche; 1. Juni – 7. Juni 2018)
- Starkregen – 1 Woche; (4. Oktober – 10. Oktober 2019)

### Kiddy Contest
- Kiddy Contest Vol. 4 – (1 Woche; 29. November 1998 – 5. Dezember 1998)
- Kiddy Contest Vol. 5 – (5 Wochen; 5. Dezember 1999 – 15. Jänner 2000)
- Kiddy Contest Vol. 6 – (5 Wochen; 3. Dezember 2000 – 13. Jänner 2001)
- Kiddy Contest Vol. 7 – (6 Wochen; 25. November 2001 – 14. Jänner 2002)
- Kiddy Contest Vol. 8 – (3 Wochen; 1. Dezember – 20. Dezember 2002)
- Kiddy Contest Vol. 9 – (5 Wochen; 30. November 2003 – 3. Jänner 2004)
- Kiddy Contest Vol. 10 – (8 Wochen; 14. November 2004 – 15. Jänner 2005)
- Kiddy Contest Vol. 11 – (6 Wochen; 18. November – 8. Dezember, 16. Dezember 2005 – 4. Jänner 2006)
- Kiddy Contest Vol. 12 – (10 Wochen; 10. November 2006 – 25. Jänner 2007)
- Kiddy Contest Vol. 13 – (10 Wochen; 2. November 2007 – 10. Jänner 2008)
- Kiddy Contest Vol. 14 – (4 Wochen; 14. November – 4. Dezember, 12. Dezember – 18. Dezember 2008)
- Kiddy Contest Vol. 15 – (5 Woche; 13. November – 17. Dezember 2009)
- Kiddy Contest Vol. 16 – (6 Wochen; 12. November – 18. November, 26. November 2010 – 6. Jänner 2011)
- Kiddy Contest Vol. 17 – (1 Woche; 9. Dezember – 15. Dezember 2011)
- Kiddy Contest Vol. 18 – (7 Wochen; 9. November – 15. November, 7. Dezember 2012 – 10. Jänner 2013)
- Kiddy Contest Vol. 19 – (3 Wochen; 8. November – 28. November 2013)
- Kiddy Contest Vol. 20 – (2 Wochen; 21. November – 4. Dezember 2014)
- Kiddy Contest Vol. 22 – (1 Woche; 4. November – 10. November 2016)
- Kiddy Contest Vol. 23 – (1 Woche; 3. November – 9. November 2017)
- Kiddy Contest Vol. 25 – (1 Woche; 1. November – 7. November 2019)

### Kastelruther Spatzen
- Doch die Sehnsucht bleibt – (4 Wochen; 1. Juli – 31. Juli 1989)
- Feuer im ewigen Eis – (1 Woche; 20. Mai – 26. Mai 1990)
- Wahrheit ist ein schmaler Grat – (8 Wochen; 14. April – 25. Mai, 2. Juni – 8. Juni 1991)
- Eine weiße Rose – (2 Wochen; 12. Juli – 25. Juli 1992)
- Der rote Diamant – (6 Wochen; 11. Juli – 24. Juli, 1. August – 28. August, 19. September – 25. September 1993)
- Atlantis der Berge – (10 Wochen; 12. Juni – 28. August 1994)
- Das Beste der Kastelruther Spatzen – Folge 2 – (2 Wochen; 3. März – 11. März 26. März – 1. April, 1995)
- Sterne über’m Rosengarten – (2 Wochen; 27. Oktober – 2. November, 10. November – 16. November 1996)
- Herzschlag für Herzschlag – (1 Woche; 12. Oktober – 18. Oktober 1997)
- Die weiße Braut der Berge – (2 Wochen; 18. Oktober – 31. Oktober 1998)
- Die Legende von Croderes – (8 Wochen; 4. Juli – 28. August 1999)
- Und ewig wird der Himmel brennen – (4 Wochen; 26. Juni – 15. Juli, 23. Juli – 29. Jul 2000)
- Jedes Abendrot ist ein Gebet – (1 Woche; 24. Juni – 30. Juni 2001)
- Ich würd’ es wieder tun – Das Beste – Folge 3 – (2 Wochen; 4. November – 10. November, 18. November – 24. November 2001)
- Herzenssache – (2 Wochen; 1. November – 22. November 2003)
- Berg ohne Wiederkehr – (1 Woche; 3. Oktober – 9. Oktober 2004)
- Leben und leben lassen – (1 Woche; 19. Oktober – 25. Oktober 2012)
- Die Sonne scheint für alle – (1 Woche; 30. September – 6. Oktober 2016)
- Liebe für die Ewigkeit – 1 Woche (1 Woche; 23. Oktober – 22. Oktober 2020)
- HeimatLiebe (1 Woche; 9. Juli – 15. Juli 2021)

### Nockalm Quintett/Nockis

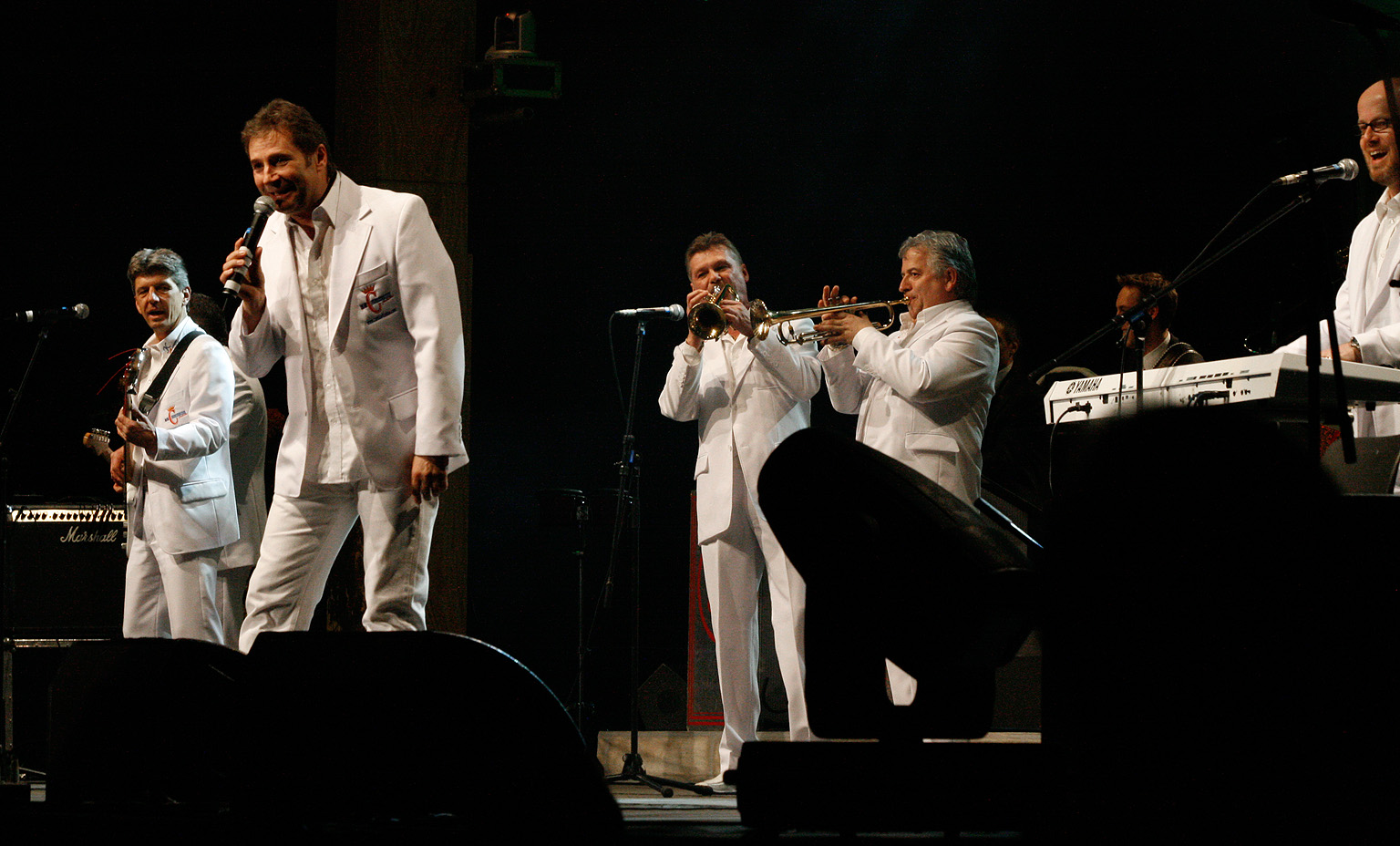
Das Nockalm Quintett (2010)

- Nockalm Gold – (5 Wochen; 5. Februar – 12. März 1994)
- Und über Rhodos küss' ich dich – (3 Wochen; 18. September – 1. Oktober, 9. Oktober – 15. Oktober, 1994)
- Casablanca für immer – (1 Woche; 30. Mai – 5. Juni 1999)
- Vom Winde verweht – (3 Wochen; 17. September – 7. Oktober 2000)
- Die kleine Insel Zärtlichkeit – (3 Wochen; 10. August – 30. August 2003)
- Prinz Rosenherz – (2 Wochen; 8. August – 21. August 2004)
- Amadeus In Love – (3 Woche; 19. Juni – 25. Juni, 3. Juli – 16. Juli 2005)
- Einsam wie Napoleon – (1 Woche; 4. August – 10. August 2006)
- Volle Kanne Sehnsucht – (1 Woche; 13. Juli – 19. Juli 2007)
- Ich dich auch – (5 Wochen; 25. Juli – 28. August 2008)
- Das Beste aus den Jahren 2003 bis 2008 – (4 Wochen; 23. Jänner – 19. Februar 2009)
- Ja – (3 Wochen; 7. August – 27. August 2009)
- Mein Wunder der Liebe – (1 Woche; 20. August – 26. August 2010)
- Zieh dich an und geh – (1 Woche; 29. Juli – 4. August 2011)
- Du warst der geilste Fehler meines Lebens – (1 Woche; 26. Juli – 31. Juli 2014)
- Wonach sieht’s denn aus? – (1 Woche; 29. April – 5. Mai 2016)
- In der Nacht – (2 Wochen; 11. August – 31. August 2017)
- Ich will dich – (2 Wochen, 1. Februar – 7. Februar, 15. März – 21. März 2022)
- 40 – (1 Woche, 15. November – 21. November 2023)

### Die Amigos
- Die großen Erfolge – (3 Woche; 25. Jänner – 15. Februar 2007)
- Ein Tag im Paradies – (3 Wochen; 12. September – 2. Oktober 2008)
- Sehnsucht, die wie Feuer brennt – (1 Woche; 10. Juli – 16. Juli 2009)
- Weißt du, was du für mich bist? – (2 Wochen; 6. August – 19. August 2010)
- Mein Himmel auf Erden – (3 Wochen; 5. August – 25. August 2011)
- Bis ans Ende der Zeit – (3 Wochen; 17. August – 6. September 2012)
- Im Herzen jung – (1 Woche; 28. Juni – 4. Juli 2013)
- Unvergessene Schlager – (1 Woche; 24. Jänner – 4. Februar 2014)
- Sommerträume – (1 Woche; 8. August – 14. August 2014)
- Santiago Blue – (1 Woche; 10. Juli – 16. Juli 2015)
- Wie ein Feuerwerk – (3 Wochen; 5. August – 25. August 2016)
- 110 Karat – (1 Woche; 27. Juli – 2. August, 10. August – 16. August 2018)
- 50 Jahre: Unsere Schlager von damals – (1 Woche; 21. Februar – 27. Februar 2020)
- Tausend Träume – (1 Woche; 24. Juli – 30. Juli 2020)
- Freiheit – (1 Woche; 23. Juli – 19. Juli 2021)
- Liebe siegt – (1 Woche; 2. August – 8. August 2022)
- Best of – (1 Woche; 31. Jänner – 6. Februar 2023)

### Wolfgang Ambros

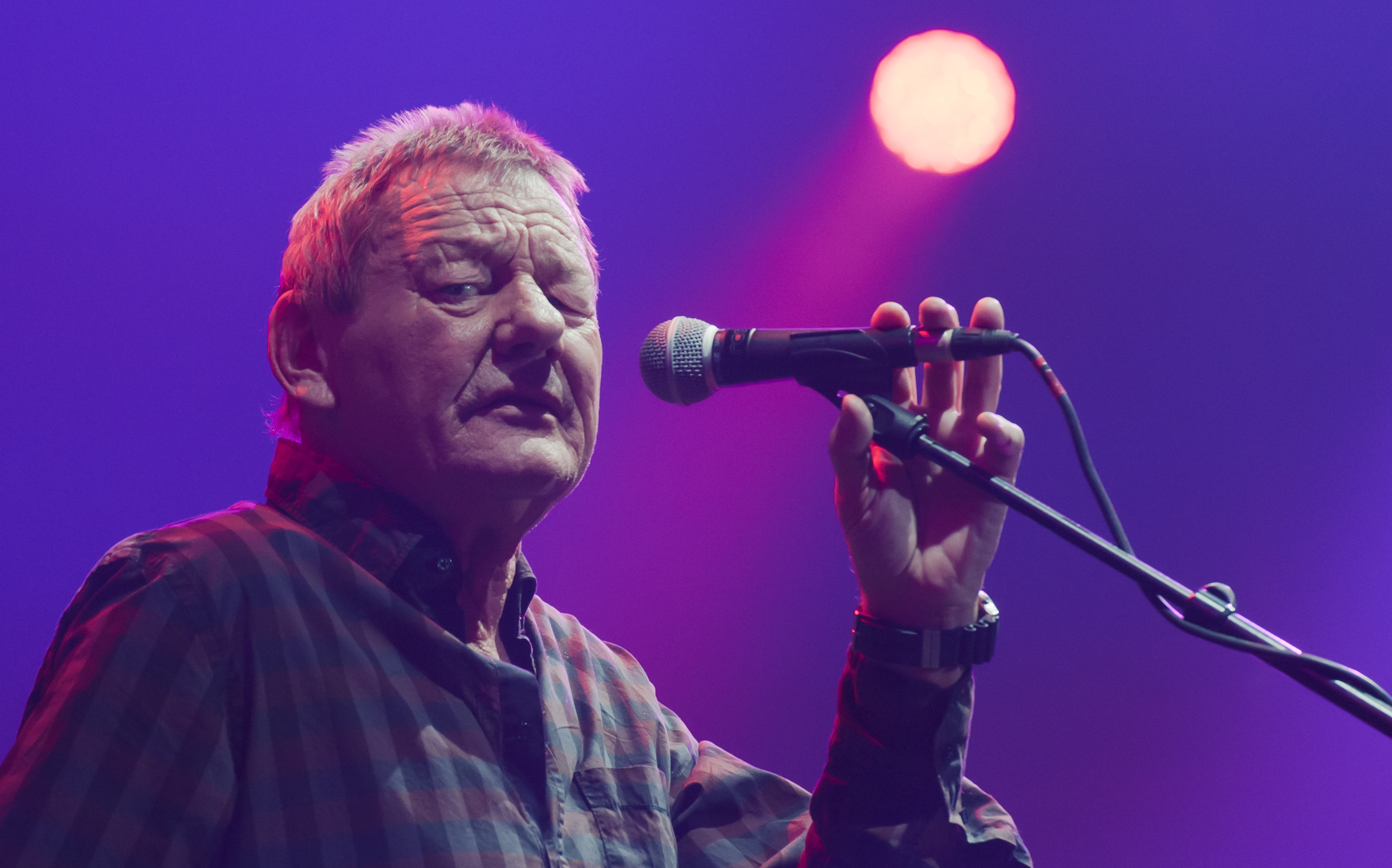
Wolfgang Ambros (2014)

- Eigenheiten – (4 Wochen; 15. Februar – 14. März 1974)
- Es lebe der Zentralfriedhof – (17 Wochen; 15. Juli – 14. November 1975)
- Weiß wie Schnee – (4 Wochen; 1. Oktober – 31. Oktober 1980)
- Augustin – (2 Wochen; 15. Juni – 30. Juni 1981) (/Tauchen/Prokopetz)
- Selbstbewusst – (4 Wochen; 15. Oktober – 14. November 1981)
- Der letzte Tanz – (7 Wochen; 1. Mai – 14. Juni 1983)
- Open Air – 4 Wochen; (1. November – 14. November 1983) (Rainhard Fendrich mit)
- Der Sinn des Lebens – (20 Wochen; 15. September – 14. Dezember 1984, 1. Jänner – 28. Februar 1985)
- No. 13 – (2 Wochen; 16. Februar – 14. März 1986)
- Gewitter – (2 Wochen; 1. November – 14. November 1987)
- Die größten Hits aus 20 Jahren – (4 Wochen; 26. April – 23. Mai 1993)
- Wasserfall – (1 Woche; 6. Juni – 11. Juni 1995)
- Verwahrlost aber frei – (3 Wochen; 6. Oktober – 26. Oktober 1996)
- Nach mir die Sintflut – Ambros singt Waits – (2 Wochen; 23. Oktober – 4. November 2000)
- Steh grod – (1 Woche; 22. September – 21. Oktober 2006)
- Für immer jung – Das Beste aus 50 Jahren – (1 Woche, 22. März – 28. März 2022)

### Die Seer
- Junischnee – (11 Wochen; 6. Juni – 6. Juli, 14. Juli – 6. September 2002)
- Aufwind – (3 Wochen; 18. Mai – 31. Mai, 23. November – 29. November 2003)
- Über’n Berg – (4 Wochen; 22. August – 18. September 2004)
- Lebensbaum – (1 Woche; 9. Oktober – 15. Oktober 2005)
- 1 Tag – (6 Wochen; 27. Juli – 6. September 2007)
- Hoffen, glauben, liab’n – (3 Wochen; 17. Juli – 6. August 2009)
- Wohlfühlgfühl – (4 Wochen; 16. Juli – 5. August, 27. August – 2. September 2010)
- Grundlsee – (2 Wochen; 15. Juni – 28. Juni 2012)
- Dahoam – (4 Wochen; 12. Juli – 25. Juli, 2. August – 8. August, 16. August – 22. August 2013)
- Live! Jubiläums Open Air in Grundlsee – wie a wilds Wossa – (1 Woche; 12. September – 18. September 2014)
- Fesch – (3 Wochen; 23. April – 29. April, 9. Mai – 14. Mai, 22. August – 27. August 2015)
- 20 Jahre – Nur das Beste! – (2 Wochen; 13. Mai – 19. Mai, 3. Juni – 9. Juni, 1. Juli – 7. Juli 2016)
- Duette … bei uns dahoam! – (1 Woche; 17. November – 24. November 2016)
- Des olls is Hoamat – (1 Woche; 10. November – 16. November 2017)
- Analog –  (2 Wochen; 29. November – 12. Dezember 2019)
- Stad – (3 Wochen, 29. November – 19. Dezember 2022)
- Ausklang – (5 Wochen, 28. November – 8. Jänner)

### Erste Allgemeine Verunsicherung
- Geld oder Leben! – (24 Wochen; 16. März – 31. Mai, 15. Juli – 14. Oktober 1986, 1. Jänner – 14. März, 1. Mai – 14. Mai 1987)
- Liebe, Tod & Teufel – (16 Wochen; 1. Dezember 1987 – 31. März, 15. April – 31. April 1988)
- Kann denn Schwachsinn Sünde sein …? – (4 Wochen; 15. November – 14. Dezember 1988)
- Neppomuk’s Rache – (19 Wochen; 27. Mai – 6. Oktober 1990)
- Watumba! – (16 Wochen; 8. Dezember 1991 – 7. März, 15. März – 12. April 1992)
- Nie wieder Kunst (wie immer …) – (9 Wochen; 3. Dezember 1994 – 11. Februar 1995)
- Im Himmel ist die Hölle los – (3 Wochen; 21. September – 11. Oktober 1997)
- Himbeerland – (7 Wochen; 1. November – 28. November 1998, 17. Jänner – 30. Jänner, 7. Februar – 13. Februar 1999)
- Let’s Hop to the Pop – Das Allerbeste aber feste – (1 Woche; 26. November – 2. Dezember 2000)
- Frauenluder – (1 Woche; 11. Mai – 17. Mai 2003)
- Amore XL – (1 Woche; 26. Oktober – 1. November 2007)
- Neue Helden braucht das Land – (2 Wochen; 19. Februar – 4. März 2010)
- Werwolf-Attacke – Monsterball ist überall – (3 Wochen; 13. Februar – 26. Februar, 6. März – 12. März, 27. März – 9. April 2015)
- 1000 Jahre EAV live – Der Abschied – (2 Wochen; 13. Dezember – 26. Dezember 2019)
- EAVliche Weihnachten – Ihr Sünderlein kommet (1 Woche; 19. November – 25. November 2021)

### Falco

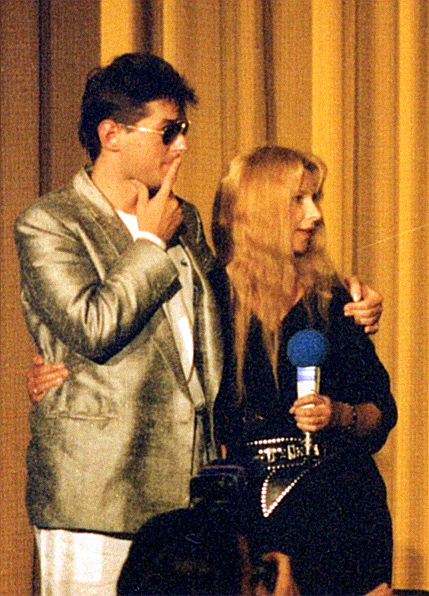
Falco und Ursela Monn, 1986 bei der Filmpremiere von Geld oder Leber! in Essen

- Einzelhaft – (6 Wochen; 1. Juli – 14. Juli, 1. September – 14. September 1982, 2. Februar – 27. Februar 2023)
- Junge Roemer – (4 Wochen; 1. Juni – 30. Juni 1984)
- Falco 3 – (10 Woche; 1. November – 31. Dezember 1986, 1. Februar – 15. Februar 1987)
- Emotional – (6 Wochen; 15. November – 31. Dezember 1987)
- Wiener Blut (4 Wochen; 1. Oktober – 31. Oktober 1988)
- Nachtflug – (4 Wochen; 18. Oktober – 14. November 1992)
- Greatest Hits – (2 Wochen; 1. März – 14. März 1998)
- Out of the Dark (Into the Light) – (5 Wochen; 15. März – 11. April 1998, 21. Februar – 27. Februar 2023)
- The Final Curtain – The Ultimate Best Of – (7 Wochen; 7. März – 25. April 1999)
- Verdammt wir leben noch – (2 Wochen; 31. Oktober – 14. November 1999)
- Hoch wie nie – (4 Wochen; 16. Februar – 15. März 2007)
- Symphonic – (6 Wochen; 15. Februar – 27. März 2008)
- The Spirit Never Dies – (3 Wochen; 18. Dezember 2009 – 7. Februar 2010)
- Falco Coming Home – The Tribute Donauinselfest 2017 – (1 Woche; 16. Februar – 22. Februar 2018)
- The Sound of Musik – The Greatest Hits – (1 Woche; 15. Februar – 21. Februar 2023)

### Herbert Grönemeyer

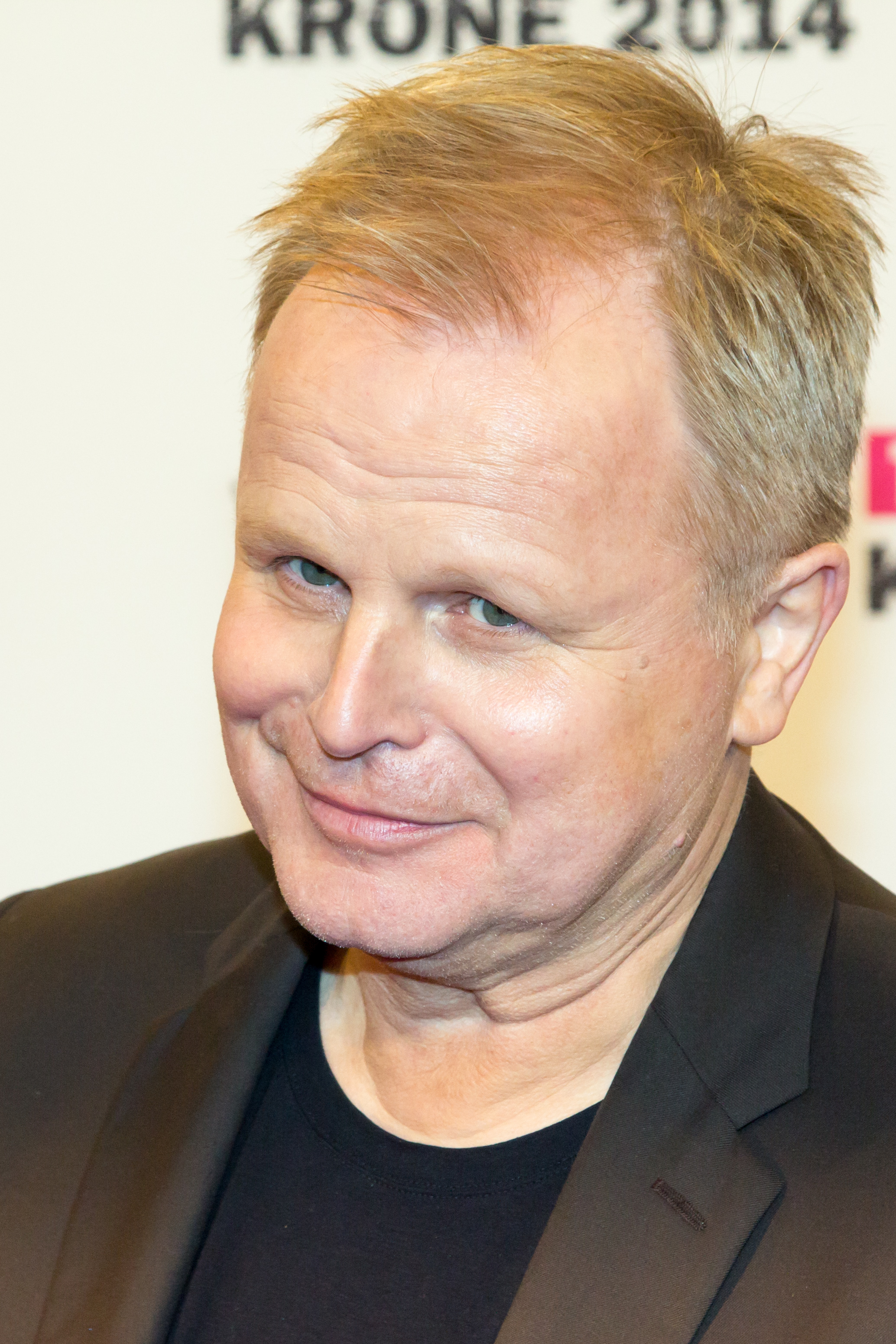
Herbert Grönemeyer (2014)

- 4630 Bochum – (2 Wochen; 15. August – 31. August 1984)
- Sprünge – (4 Wochen; 1. Juni – 30. Juni 1986)
- Ö – (24 Wochen; 1. Mai – 31. August, 15. September – 30. September 1988, 15. April – 14. Mai, 1. Oktober – 14. Oktober 1989)
- Luxus – (11 Wochen; 7. Oktober – 24. November, 2. Dezember 1990 – 5. Jänner 1991)
- Chaos – (2 Wochen; 27. Juni – 3. Juli, 25. Juli – 31. Juli 1993)
- Grönemeyer Live – (2 Wochen; 26. November – 9. Dezember 1995, 9. Juni – 15. Juni 1996)
- Bleibt alles anders – (5 Wochen; 3. Mai – 6. Juni 1998)
- Mensch – (18 Wochen; 13. September – 30. November, 21. Dezember 2002 – 8. Februar 2003)
- 12 (4 Wochen; 16. März – 12. April 2007)
- Was muss muss – Best of – (5 Wochen; 5. Dezember – 11. Dezember, 19. Dezember 2008 – 15. Jänner 2009)
- Schiffsverkehr – (4 Wochen; 1. April – 28. April 2011)
- Dauernd jetzt – (2 Wochen; 5. Dezember – 18. Dezember 2014)
- Tumult – 4 Wochen; (23. November – 20. Dezember 2018, 1. Jänner – 10. Jänner, 2019)
- Das ist los (3 Wochen, 4. April – 17. April, 25. April – 1. Mai 2023)

### Hansi Hinterseer

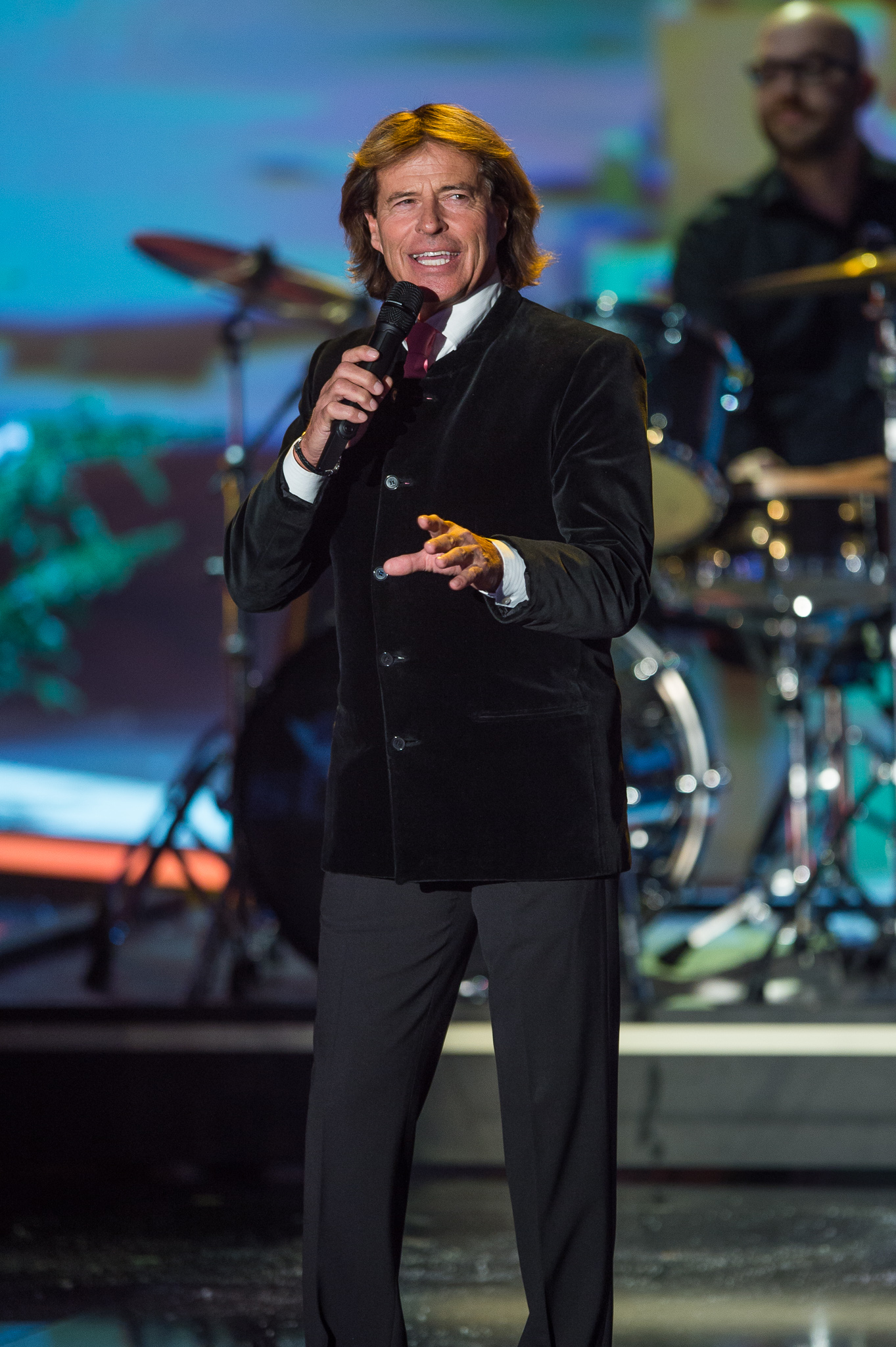
Hansi Hinterseer (2017)

- Träum’ mit mir – (3 Wochen; 15. September – 5. Oktober 1996)
- Ich warte auf dich – (1 Woche; 31. August – 6. September 1997)
- Meine Lieder, deine Träume – (1 Woche; 8. September – 12. September 2002)
- So ein schöner Tag – (2 Wochen; 11. September – 24. September 2005)
- Meine Berge, meine Heimat – (1 Woche; 8. September – 14. September 2006)
- Von Herz zu Herz – (1 Woche; 7. September – 13. September 2007)
- Ein kleines Edelweiß – (1 Woche; 23. Mai – 29. Mai 2008)
- Für immer – (1 Woche; 5. September – 11. September 2008)
- Ich hab dich einfach lieb – (1 Woche; 3. September – 9. September, 17. September – 23. September, 2010)
- Im siebten Himmel – (1 Woche; 14. September – 20. September 2012)
- Heut’ ist Dein Tag – (2 Wochen; 9. August – 15. August, 23. August – 29. August 2013)
- Schön, dass es dich gibt – (1 Woche; 13. – 19. Februar 2024)

### Die Schlümpfe
- Hitparade der Schlümpfe – (11 Wochen; 15. Februar – 28. Februar, 15. März – 14. Mai 1981)
- Hitparade der Schlümpfe 2 – (2 Wochen; 1. Jänner – 14. Jänner 1982)
- Tekkno ist cool – Vol. 1 – (15 Wochen; 28. Mai – 3. Juni, 11. Juni – 19. August, 5. November – 25. November 1995)
- Megaparty Vol. 2 – (7 Wochen; 5. November – 25. November 10. Dezember 1995 – 13. Jänner 1996)
- Alles Banane! – Vol. 3 – (10 Wochen; 7. Juli – 14. September 1996)
- Voll der Winter! Vol. 4 – (7 Wochen; 8. Dezember 1996 – 25. Jänner 1997)
- Balla Balla – Vol. 5 – (5 Wochen; 22. Juni – 26. Juli 1997)
- Irre galaktisch – Vol. 6 – (11 Wochen; 30. November 1997 – 14. Februar, 22. Februar – 28. Februar 1998)
- Fette Fete! Vol. 7 – 3 Wochen; (13. September – 3. Oktober 1998)
- Super Sommer – Vol. 9 – 3 Wochen; (14. Juni – 3. Juli, 1999)
- Jetzt knallt’s! – Vol. 10 – 6 Wochen; (15. November – 4. Dezember 1999, 16. Jänner – 5. Februar 2000)
- Total abgespaced! – Vol. 11 – 1 Woche; (24. April – 29. April 2000)

### Andrea Berg

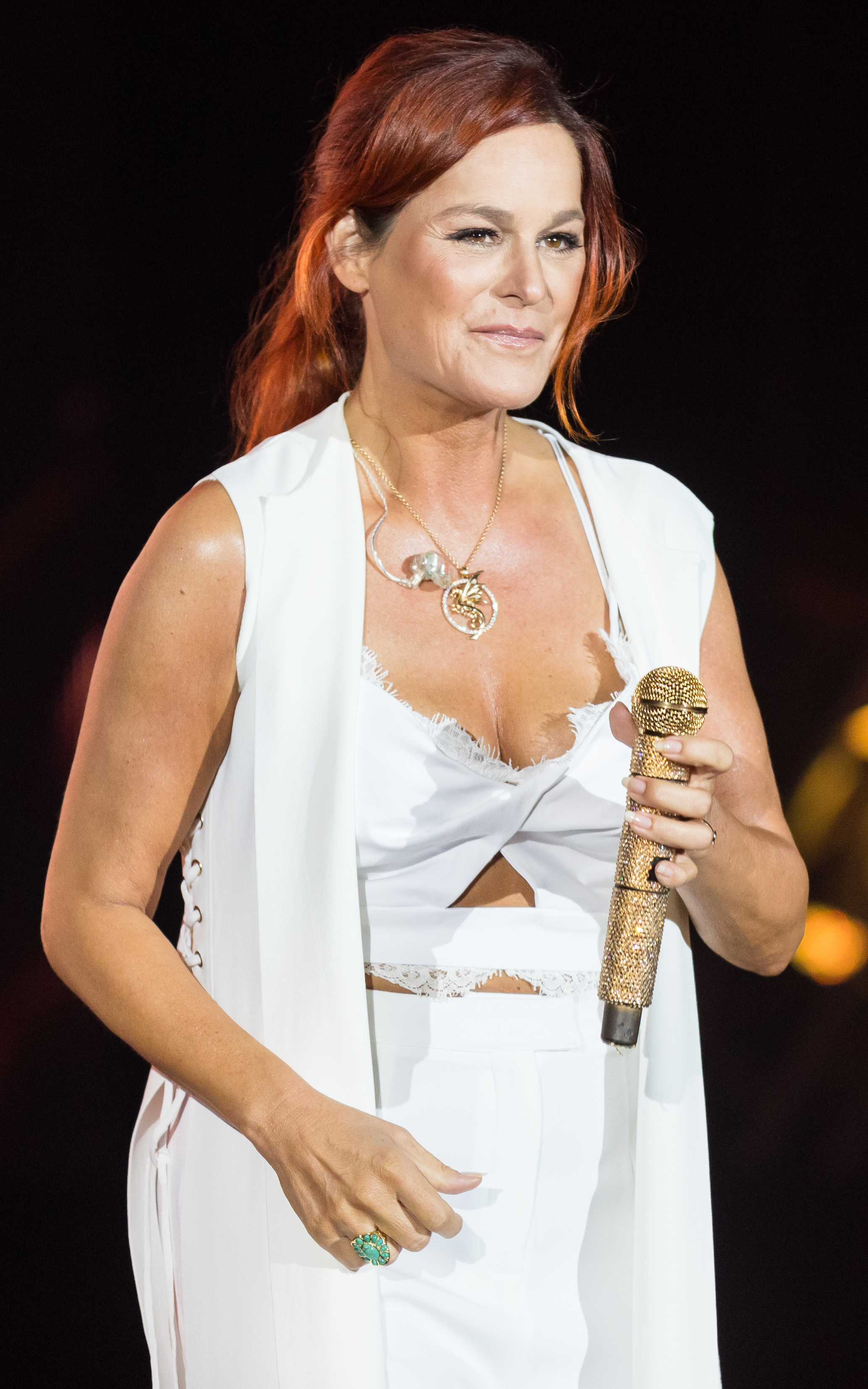
Andrea Berg (2017)

- Splitternackt – (6 Wochen; 21. April – 4. Mai, 12. Mai – 25. Mai, 9. Juni – 22. Juni, 2006)
- Die neue Best Of – (4 Wochen; 13. April – 17. Mai 2007)
- Zwischen Himmel & Erde – (3 Wochen; 17. April – 23. April, 8. Mai – 28. Mai 2009)
- Schwerelos – (3 Wochen; 5. November – 11. November 19. November – 25. November 2010, 11. Februar – 17. Februar, 2011)
- Abenteuer – (2 Wochen; 14. Oktober – 27. Oktober 2011)
- Abenteuer – 20 Jahre Andrea Berg – (6 Wochen; 25. Jänner – 21. Februar, 8. März – 21. März 2013)
- Atlantis – (1 Woche; 20. September – 10. Oktober 2013)
- Seelenbeben – (2 Wochen; 22. April – 28. April, 20. Mai – 26. Mai 2016)
- 25 Jahre Abenteuer Leben – (1 Woche; 29. September – 5. Oktober 2017)
- Mosaik – (4 Wochen; 19. April – 25. April, 3. Mai – 9. Mai, 17. Mai – 30. Mai 2019, 22. Mai – 28. Mai 2020)
- In Liebe – Ihre schönsten Liebeslieder – (1 Woche; 19. Februar – 25. Februar 2021)
- Ich würd’s wieder tun – (2 Wochen, 9. August – 22. August 2022)

### Andreas Gabalier
- Da komm’ ich her – (3 Wochen; 12. Juni – 18. Juni, 26. Juni – 9. Juli 2009)
- Herzwerk – (11 Wochen; 11. Juni – 17. Juni, 7. Juli – 15. Juli, 24. September – 30. September 2010, 29. Jänner – 10. Februar, 6. Mai – 19. Mai, 10. Juni – 16. Juni, 26. August – 8. September, 16. September – 6. Oktober 2011)
- Volks-Rock’n’Roller – (5 Wochen; 28. Oktober – 1. Dezember 2011)
- Volks-Rock’n’Roller live – (2 Wochen; 26. Oktober – 8. November 2012)
- Home Sweet Home – (3 Wochen; 21. Juni – 27. Juni, 5. Juli – 11. Juli, 19. September – 25. September 2013)
- Mountain Man – (3 Wochen, 30. Mai – 19. Juni 2015)
- MTV Unplugged – (2 Wochen, 9. Dezember – 15. Dezember 2016, 13. Jänner – 19. Jänner 2017)
- Vergiss mein nicht – (3 Wochen; 15. Juni – 5. Juli 2018)
- Best of Volks-Rock’n’Roller – (1 Woche; 27. September – 3. Oktober 2019)
- A Volks-Rock’n’Roll Christmas – (4 Wochen; 4. Dezember 2020 – 7. Jänner 2021)
- Ein neuer Anfang – (1 Woche, 28. Juni – 4. Juli 2022)

### Christina Stürmer
- Freier Fall – (14 Wochen; 29. Juni – 9. August, 31. August – 13. September 2004 5. Jänner – 14. Februar 2005) als Christina
- Soll das wirklich alles sein? – (7 Wochen; 20. Juni – 3. Juli, 11. Juli – 7. August, 19. September – 25. September 2004)
- Wirklich alles! – (1 Woche; 29. Mai – 5. Juni)
- Lebe lauter – (5 Wochen; 29. September – 19. Oktober, 27. Oktober – 9. November 2006)
- Laut-Los – (5 Wochen; 18. April – 22. Mai 2008)
- In dieser Stadt – (1 Woche; 24. April – 7. Mai 2009)
- Ich hör auf mein Herz – (1 Woche; 3. Mai – 9. Mai 2013)
- Seite an Seite – (1 Woche; 6. Mai – 12. Mai 2016)
- Überall zu Hause – (1 Woche; 5. Oktober – 11. Oktober 2018)
- MTV Unplugged in Wien – (1 Woche; 26. März – 1. April 2024)

## Künstler, die sich selbst auf Platz eins ablösten
- 2023: Falco: Einzelhaft  (7. Februar – 20. Februar) → Out of the Dark (Into the Light) (21. Februar – 27. Februar)

## Künstler, die sich mehr als ein Mal hintereinander gegenseitig ablösten
- 1982 – Falco – Einzelhaft → Nicole – Ein bißchen Frieden → Falco – Einzelhaft → Nicole – Ein bißchen Frieden
- 1989/1990 – Rainhard Fendrich – Von Zeit zu Zeit → Boris Bukowski – 100 Stunden am Tag → Rainhard Fendrich – Von Zeit zu Zeit → Boris Bukowski – 100 Stunden am Tag
- 1990 – Konstantin Wecker – Stilles Glück, trautes Heim → Kris Kristofferson – Third World Warrior → Konstantin Wecker – Stilles Glück, trautes Heim → Kris Kristofferson – Third World Warrior
- 1990/1991 – Herbert Grönemeyer – Luxus → S.T.S. – Jeder Tag zählt → * Herbert Grönemeyer – Luxus → S.T.S. – Jeder Tag zählt
- 1991 – Kastelruther Spatzen – Wahrheit ist ein schmaler Grat → Stefanie Werger – Stille Wasser → Kastelruther Spatzen – Wahrheit ist ein schmaler Grat → Stefanie Werger – Stille Wasser
- 1991/1992 – Rainhard Fendrich – Nix is fix → Erste Allgemeine Verunsicherung – Watumba! → Rainhard Fendrich – Nix is fix → Erste Allgemeine Verunsicherung – Watumba!
- 1993 – Kastelruther Spatzen – Der rote Diamant → Zillertaler Schürzenjäger – Typisch Schürzenjäger → Kastelruther Spatzen – Der rote Diamant → Zillertaler Schürzenjäger – Typisch Schürzenjäger
- 1993 – Rainhard Fendrich – Brüder → Die Ärzte – Die Bestie in Menschengestalt → Rainhard Fendrich – Brüder → Die Ärzte – Die Bestie in Menschengestalt
- 1995 – Rainhard Fendrich – Recycled → Kastelruther Spatzen – Das Beste der Kastelruther Spatzen – Folge 2 → Rainhard Fendrich – Recycled → Kastelruther Spatzen – Das Beste der Kastelruther Spatzen – Folge 2 → Rainhard Fendrich – Recycled → Kastelruther Spatzen – Das Beste der Kastelruther Spatzen – Folge 2
- 1995 – Alexander Bisenz – Nix is nix → Die Schlümpfe – Tekkno ist cool – Vol. 1 → Alexander Bisenz – Nix is nix → Die Schlümpfe – Tekkno ist cool – Vol. 1
- 2000 – Anton feat. DJ Ötzi – Das Album → Kastelruther Spatzen – Und ewig wird der Himmel brennen → Anton feat. DJ Ötzi – Das Album → Kastelruther Spatzen – Und ewig wird der Himmel brennen → Anton feat. DJ Ötzi – Das Album → Kastelruther Spatzen – Und ewig wird der Himmel brennen
- 2001 – DJ Ötzi – Love, Peace & Vollgas → Kastelruther Spatzen – Ich würd’ es wieder tun – Das Beste – Folge 3 → DJ Ötzi – Love, Peace & Vollgas → Kastelruther Spatzen – Ich würd’ es wieder tun – Das Beste – Folge 3
- 2018 – Die jungen Zillertaler – Obercool im Haifischpool → Die Amigos – 110 Karat → Die jungen Zillertaler – Obercool im Haifischpool → Die Amigos – 110 Karat
- 2019 – Andrea Berg – Mosaik → Capital Bra – CB6 → Andrea Berg – Mosaik → Capital Bra – CB6
- 2021 – Ina Regen – Rot → Maite Kelly – Hello! → Ina Regen – Rot → Maite Kelly – Hello!

## „Dauerbrenner“
In der nachfolgenden Statistik sind Künstler und Titel aufgeführt, die mindestens zehn Wochen lang an der Spitze der österreichischen Alben-Charts standen.

### 39 Wochen
- Helene Fischer – Farbenspiel (18. Oktober – 7. November, 29. November – 12. November, 20. Dezember 2013 – 23. Jänner, 5. Februar – 27. Februar, 7. März – 27. März, 7. März – 27. März, 4. April – 15. Mai, 31. Mai – 12. Juni, 11. Juli – 24. Juli, 30. Juli – 7. August, 15. August – 4. September, 26. September – 23. Oktober, 14. November – 20. November 19. Dezember 2014 – 1. Jänner, 23. Jänner – 12. Februar, 2. Oktober – 15. Oktober 2015)

### 34 Wochen
- Erste Allgemeine Verunsicherung – Geld oder Leben! (16. März – 31. Mai, 15. Juli – 14. Oktober 1986, 1. Jänner – 14. März, 1. Mai – 14. Mai 1987)

### 30 Wochen
- Klaus & Ferdl – Ein Abend auf der Heidi (15. März – 14. Juli, 15. August – 14. November 1973)

### 24 Wochen
- Rainhard Fendrich – Wien bei Nacht (1. März – 14. August, 1. September – 14. September 1986)
- Herbert Grönemeyer – Ö (1. Mai – 31. August, 15. September – 30. September 1988, 15. April – 14. Mai, 1. Oktober – 14. Oktober 1989)

### 23 Wochen
- Hubert von Goisern und die Original Alpinkatzen – Aufgeigen statt niederschiassen (15. November 1992 – 14. Mai 1993)

### 21 Wochen
- Klaus & Ferdl – Heidi Heidi tua’s no amal (15. April – 14. Juli, 15. August – 14. Oktober 1974)
- Peter Alexander – Schlager-Rendezvous mit Peter Alexander (15. August 1976 – 14. Jänner 1977)
- Wolfgang Ambros – Der Sinn des Lebens (15. September – 14. Dezember 1984, 1. Jänner – 28. Februar 1985)

### 19 Wochen
- Ludwig Hirsch – Komm großer schwarzer Vogel (15. Dezember 1979 – 31. April 1980)
- Erste Allgemeine Verunsicherung – Neppomuk’s Rache (27. Mai – 6. Oktober 1990)

### 18 Wochen
- Herbert Grönemeyer – Mensch (13. September – 30. November, 21. Dezember 2002 – 8. Februar 2003)

### 17 Wochen
- Wolfgang Ambros – Es lebe der Zentralfriedhof (15. Juli – 14. November 1975)
- Klaus & Ferdl – Heidi, wart’, wir jodeln zerscht (15. März – 14. Juli 1977)
- Vader Abraham – Vader Abraham im Land der Schlümpfe (15. August – 14. Dezember 1978)
- Otto – Das Wort zum Montag (15. Juli – 14. November 1979)
- Tauchen – Prokopetz (DÖF) – DÖF (1. Juli – 31. Oktober 1983)

### 16 Wochen
- Erste Allgemeine Verunsicherung – Liebe, Tod & Teufel (1. Dezember 1987 – 31. März, 15. April – 31. April 1988)
- Rainhard Fendrich – Männersache (1. Juli – 6. Oktober, 14. Oktober – 27. Oktober, 2001)

### 15 Wochen
- Mike Krüger – Der Nippel (1. Mai – 31. August 1980)
- Die Hektiker – Endlich! (30. Juni – 5. Oktober 1991)
- Die Schlümpfe – Tekkno ist cool – Vol. 1 (28. Mai – 3. Juni, 11. Juni – 19. August, 27. August – 23. September 1995)
- Anton feat. DJ Ötzi – Das Album (30. April – 25. Juni, 16. Juli – 22. Juli, 30. Juli – 2. September, 10. September – 16. September, 2000)
- Xavier Naidoo – Zwischenspiel – Alles für den Herrn (7. April – 5. Juni 2002, 9. Februar – 15. März 2003)

### 14 Wochen
- Tic Tac Toe – Tic Tac Toe (26. Jänner – 3. Mai 1997)
- Christina – Freier Fall (29. Juni – 9. August, 31. August – 13. September 2004 5. Jänner – 14. Februar 2005)

### 13 Wochen
- Mike Krüger – Mein Gott, Walther (15. November 1975 – 14. Februar 1976)
- Die Seer – Junischnee (6. Juni – 6. Juli, 14. Juli – 6. September 2002)
- Andreas Gabalier – Herzwerk (11. Juni – 17. Juni, 7. Juli – 15. Juli, 24. September – 30. September 2011, 29. Jänner – 10. Februar, 6. Mai – 19. Mai, 10. Juni – 16. Juni, 26. August – 8. September, 16. September – 6. Oktober 2012)

### 12 Wochen
- Nicole – Ein bißchen Frieden (15. Juli – 31. August, 15. September – 31. Oktober 1982)

### 11 Wochen
- Die Schlümpfe – Hitparade der Schlümpfe (14. Februar – 28. Februar, 15. März – 14. Mai 1981)
- Spider Murphy Gang – Dolce Vita (1. April – 31. Mai, 15. Juni – 30. Juni 1982)
- Andy Borg – Adios amor (15. Dezember 1982 – 28. Februar 1983)
- S.T.S. – Überdosis G’fühl (1. Juli – 14. September 1984)
- Herbert Grönemeyer – Luxus (7. Oktober – 24. November, 2. Dezember 1990 – 5. Jänner 1991)
- Rainhard Fendrich – Nix is fix (6. Oktober – 7. Dezember 1991, 8. März – 14. März, 13. April – 18. April 1992)
- Die Schlümpfe – Irre galaktisch – Vol. 6 (30. November 1997 – 14. Februar, 22. Februar – 28. Februar 1998)
- Austria 3 – Live Vol. 2 (28. Juni – 12. September 1998)

### 10 Wochen
- Ludwig Hirsch – Zartbitter (1. Dezember 1980 – 14. Februar 1981)
- Nena – Nena (1. März – 30. April, 15. Juni – 30. Juni 1983)
- S.T.S. – Grenzenlos (15. September – 31. Oktober, 1985 1. Jänner – 31. Jänner 1986)
- Falco – Falco 3 (1. November – 31. Dezember 1985, 1. Februar – 15. Februar 1986)
- Kastelruther Spatzen – Atlantis der Berge (12. Juni – 28. August 1994)
- Die Schlümpfe – Alles Banane! – Vol. 3 (7. Juli – 14. September 1996)
- Nena – 20 Jahre – Nena feat. Nena (30. März – 10. Mai, 1. Juni – 28. Juni, 2002)
- Kiddy Contest Kids – Kiddy Contest Vol. 12 (10. November 2006 – 25. Jänner 2007)
- Kiddy Contest Kids – Kiddy Contest Vol. 13 (2. November 2007 – 10. Jänner 2008)
- Seiler und Speer – Ham kummst (18. Jänner – 3. März, 18. März – 31. März, 8. April – 14. April 2016)
- Helene Fischer – Rausch (29. Oktober – 18. November, 26. Oktober – 3. Dezember, 17. Dezember 2021 – 17. Jänner, 1. November – 14. November 2022)
- RAF Camora – XV (4. Juli – 4. September, 19. Juli – 25. September 2023)

## Künstler, die sich selbst auf Platz eins ablösten
- 1987:  Rainhard Fendrich – Kein schöner Land → Rainhard Fendrich’s Hitparade
- 1998:  Falco – Greatest Hits → Out of the Dark (Into the Light)

## Künstler mit den meisten Jahren zwischen erstem und letztem Nummer-eins-Album
- 53:  Udo Jürgens – Udo ’71 (1970) → Da capo – Stationen einer Weltkarriere (2023)
- 50:  Peter Alexander – Mein Geschenk für dich (1971) →  Peter – Unvergesslich – seine größten Hits & Schlager (2021)
- 48:  Wolfgang Ambros – Eigenheiten (1974) → Für immer jung – Das Beste aus 50 Jahren (2022)
- 41:  Falco – Einzelhaft (1982) → Out of the Dark (Into the Light) (2023)
- 41:  Andy Borg – Adios amor (1982) → Fern von Daheim (2023)
- 38:  Herbert Grönemeyer – 4630 Bochum (1985) → Das ist los (2023)
- 37:  Rainhard Fendrich – Und alles is ganz anders word’n (1982) → Starkregen (2019)
- 35:  Erste Allgemeine Verunsicherung  – Geld oder Leben! (1986) →EAVliche Weihnachten – Ihr Sünderlein kommet (2021)
- 32:  Die Ärzte – Nach uns die Sintflut (1989) → Dunkel (2021)
- 32:  Kastelruther Spatzen – Doch die Sehnsucht bleibt (1989) → HeimatLiebe (2021)
- 23:  Die Toten Hosen – Im Auftrag des Herrn (1996) → Alles ohne Strom (2019)
- 28:  Nockalm Quintett/Nockis – Nockalm Gold (1994) →  40 (2022)
- 22:  Nena – Nena (1983) → Willst du mit mir gehn (2005)
- 21:  Kiddy Contest Kids – Kiddy Contest Vol. 4 (1998) → Kiddy Contest Vol. 25 (2019)